# Liste der Biografien/Meie
Liste der Biografien |
Portal Biografien |
Personensuche
# |
A |
B |
C |
D |
E |
F |
G |
H |
I |
J |
K |
L |
M |
N |
O |
P |
Q |
R |
S |
T |
U |
V |
W |
X |
Y |
Z |
?
 
Ma |
Mb |
Mc |
Md |
Me |
Mf |
Mg |
Mh |
Mi |
Mj |
Mk |
Ml |
Mm |
Mn |
Mo |
Mp |
Mq |
Mr |
Ms |
Mt |
Mu |
Mv |
Mw |
Mx |
My |
Mz
 
Mea–Mee |
Mef |
Meg |
Meh |
Mei |
Mej |
Mek |
Mel |
Mem |
Men |
Meo |
Mep |
Mer |
Mes |
Met |
Meu |
Mev |
Mew |
Mex |
Mey |
Mez
 
Meib |
Meic |
Meid |
Meie |
Meif |
Meig |
Meih |
Meij |
Meik |
Meil |
Meim |
Mein |
Meip |
Meir |
Meis |
Meit |
Meiu |
Meiw |
Meix |
Meiz
Die Liste der Biografien führt alle Personen auf, die in der deutschsprachigen Wikipedia einen Artikel haben. Dieses ist eine Teilliste mit 424 Einträgen von Personen, deren Namen mit den Buchstaben „Meie“ beginnt.

## Meie

### Meiel
- Meiel, Kaupo (* 1975), estnischer Dichter und Kritiker

### Meien
- Meien, Christian Theodor von (1781–1857), deutscher Gutsbesitzer, Verwaltungsjurist und Politiker
- Meien, Vico (* 1998), deutscher Fußballspieler
- Meienberg, Josef Emanuel (1812–1886), Schweizer Lehrer, Rektor und Politiker
- Meienberg, Niklaus (1940–1993), Schweizer Journalist und SchriftstellerNiklaus Meienberg (1940–1993)

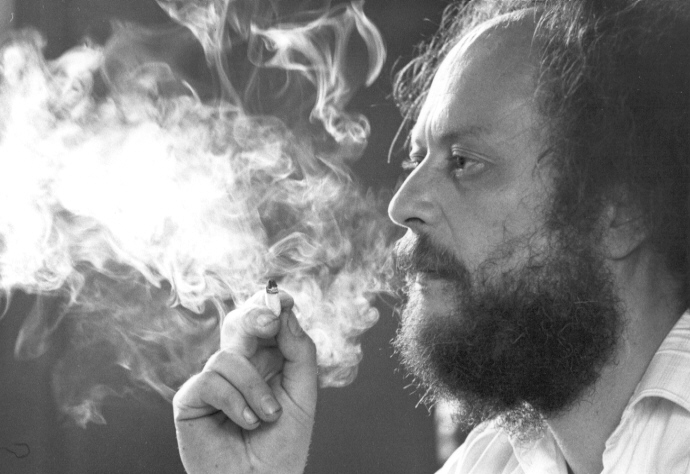
Niklaus Meienberg (1940–1993)

- Meienhofer, Thomas (1865–1936), erster Abt von Mount Angel Abbey in Oregon, Vereinigte Staaten
- Meienreis, Sabine (* 1938), deutsche Filmemacherin
- Meienreis, Simon (* 1986), deutscher Dramaturg, Autor und Regisseur
- Meienreis, Walther (1877–1943), deutscher Fechter und Olympiateilnehmer

### Meier

#### Meier 1
- Meier 19 (1925–2006), Schweizer Polizist und Whistleblower

#### Meier Z
- Meier zur Kapellen, Eduard (1868–1945), deutscher evangelischer Theologe

#### Meier, A – Meier, Z

##### Meier, A
- Meier, Adalbert (1926–2021), deutscher Kirchenmusiker
- Meier, Adolf (1808–1896), deutscher Lehrer und Zeichner
- Meier, Adolf (1868–1920), deutscher Konditor und lippischer Landtagsabgeordneter
- Meier, Al (* 1954), Schweizer Creative Concepter und Künstler
- Meier, Albert (1896–1964), Schweizer Winzer und Politiker
- Meier, Albert (1906–1974), deutscher Wirtschaftsprüfer und Hochschullehrer
- Meier, Albert (1927–2017), Schweizer Radrennfahrer
- Meier, Albert (* 1932), Schweizer Radrennfahrer
- Meier, Albert (* 1952), deutscher Literaturwissenschaftler und Hochschullehrer
- Meier, Alex (* 1951), deutscher Fußballspieler
- Meier, Alex (* 1983), deutscher Fußballspieler und -trainerAlex Meier (* 1983)

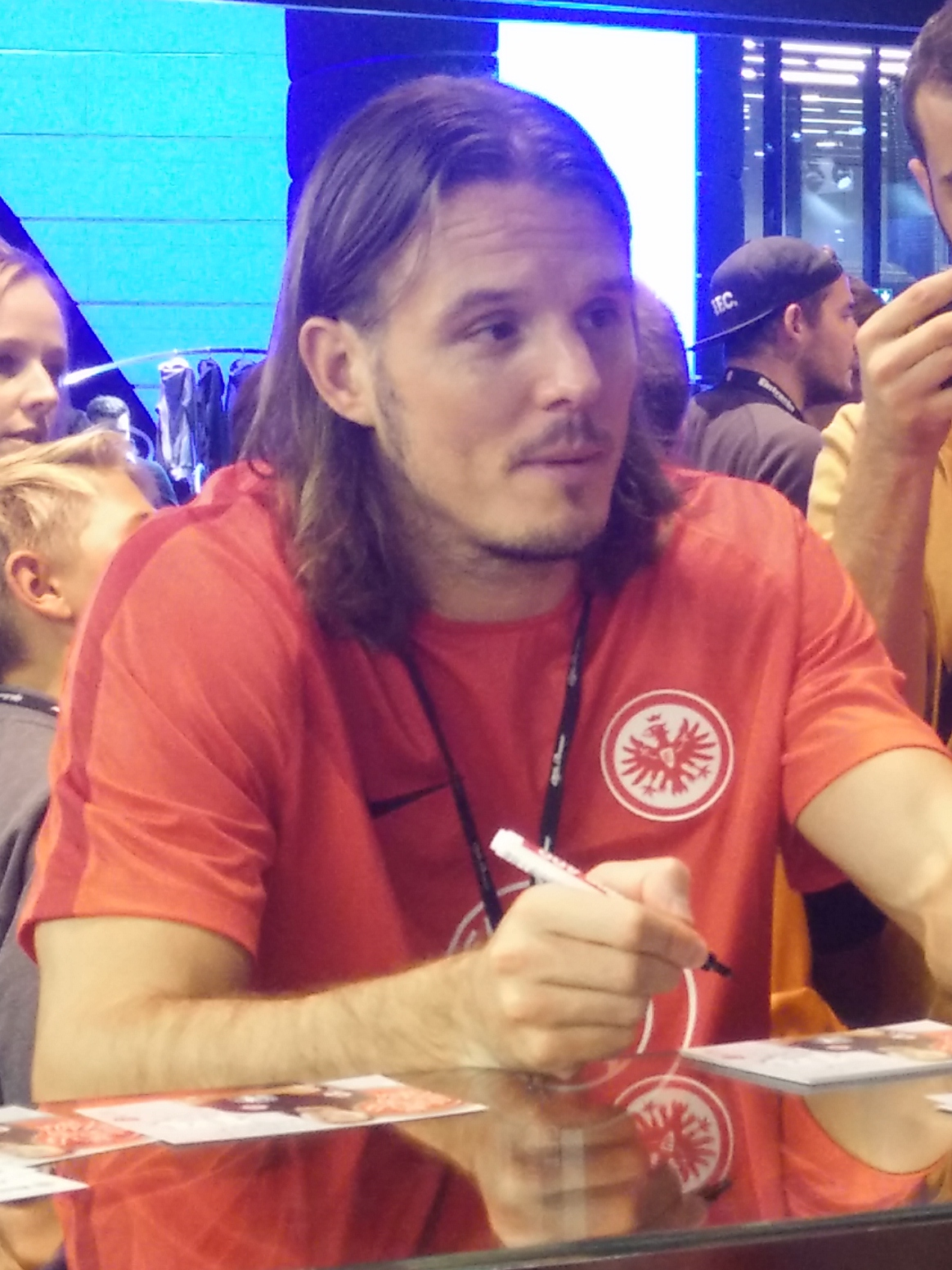
Alex Meier (* 1983)

- Meier, Alfred, deutscher Fußballspieler
- Meier, Alfred (1937–2022), Schweizer Ökonom, Rektor der Universität St. Gallen
- Meier, Alina (* 1996), Schweizer Skilangläuferin
- Meier, Anaïs (* 1984), Schweizer Schriftstellerin
- Meier, André (1996–2020), deutscher Volleyballspieler
- Meier, Andrea (* 1970), Schweizer Fernsehjournalistin
- Meier, Andreas (* 1951), Schweizer Informatiker
- Meier, Andreas (* 1962), Schweizer Politiker und Weinbauer
- Meier, Andreas (* 1977), deutscher Kommunalpolitiker (CSU) und Landrat des Landkreises Neustadt an der Waldnaab
- Meier, Andreas Alfred (* 1949), Schweizer Kunsthistoriker und Publizist
- Meier, Angelika (* 1968), deutsche Literaturwissenschaftlerin und Schriftstellerin
- Meier, Änne (1896–1989), deutsche katholische Volksschullehrerin, Fürsorgerin und ein KZ-Häftling
- Meier, Annemarie Sylvia (* 1957), deutsche Schachspielerin
- Meier, Annika (* 1981), deutsche Schauspielerin
- Meier, Antje (* 1982), deutsche Fußballspielerin
- Meier, Armin (1941–1999), liechtensteinischer Heilpädagoge und Politiker
- Meier, Armin (1943–1978), deutscher Schauspieler
- Meier, Armin (* 1969), Schweizer RadrennfahrerArmin Meier (* 1969)

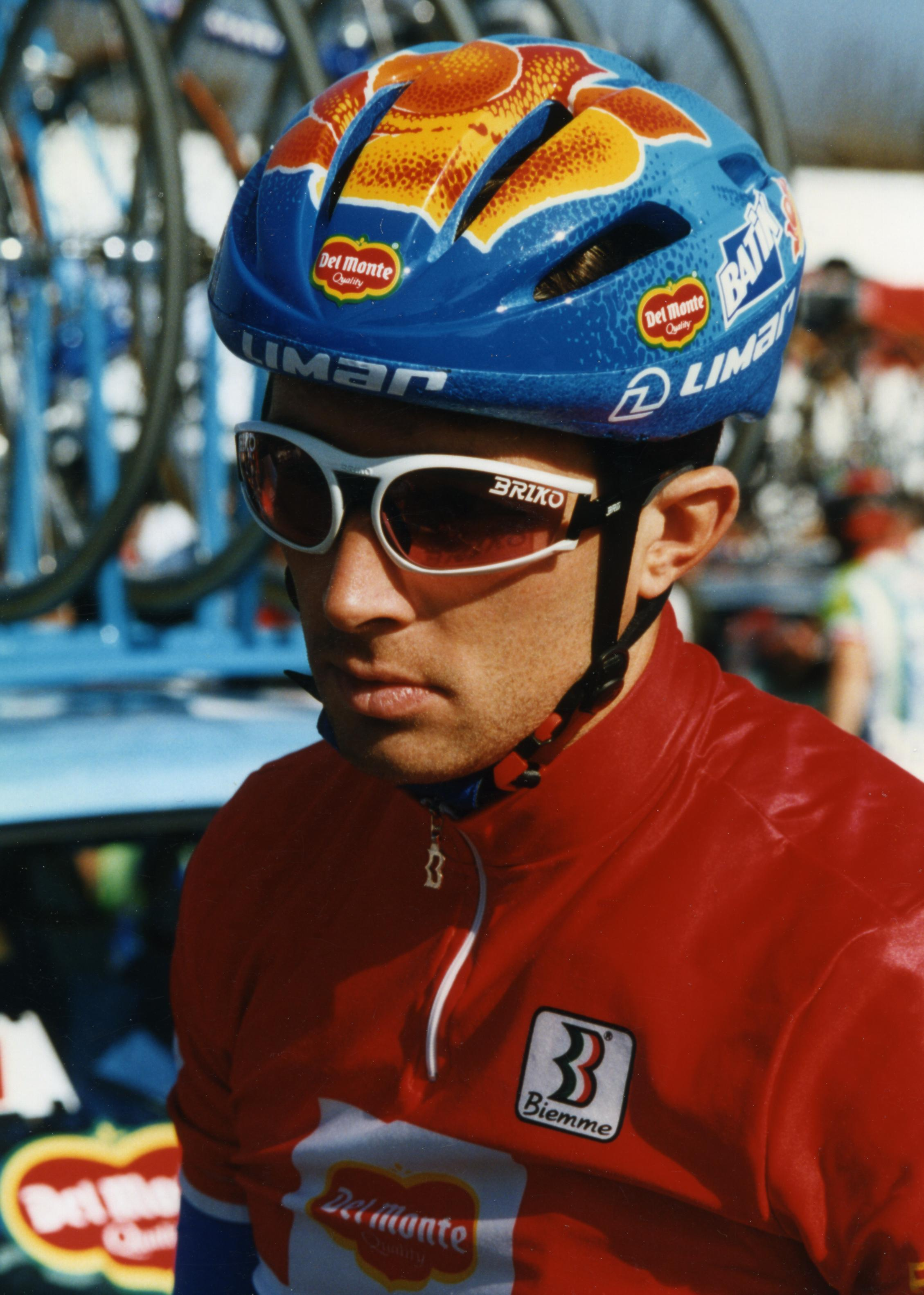
Armin Meier (* 1969)

- Meier, Arnd (* 1973), deutscher Autorennfahrer
- Meier, Arnold (1914–1993), Schweizer Langstreckenläufer
- Meier, Arthur (1925–2016), liechtensteinischer Skilangläufer
- Meier, Artur (1932–2025), deutscher Soziologe
- Meier, Astrid (* 1962), deutsche Islamwissenschaftlerin
- Meier, August (1885–1976), deutscher Kommunalpolitiker (SPD)
- Meier, August (1900–1960), deutscher SS-Obersturmbannführer

##### Meier, B
- Meier, Barbara (* 1962), Schweizer Curlerin
- Meier, Barbara (* 1986), deutsches Model und Schauspielerin
- Meier, Bartholomäus (1528–1600), deutscher lutherischer Theologe
- Meier, Beno (* 1949), Schweizer Lehrer (Altphilologe) und Schriftsteller
- Meier, Bernd (1944–2005), deutscher Politiker (SED, PDS), MdV und Jugendfunktionär (FDJ)
- Meier, Bernd (* 1951), deutscher Technik-Didaktiker und Professor für Technologie und berufliche Orientierung
- Meier, Bernd (1972–2012), deutscher FußballtorhüterBernd Meier (1972–2012)

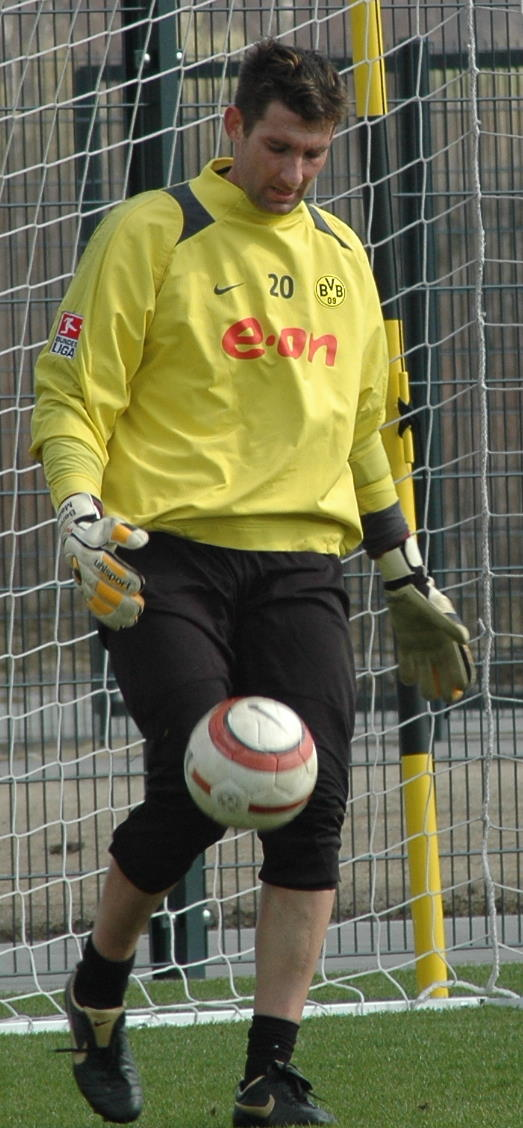
Bernd Meier (1972–2012)

- Meier, Bernd-Dieter (* 1955), deutscher Jurist und Kriminologe
- Meier, Berthold, deutscher Geistlicher, Abt und Chronist des Aegidienklosters Braunschweig
- Meier, Bertram (* 1960), deutscher römisch-katholischer Theologe, Bischof von Augsburg
- Meier, Birte (* 1971), deutsche Journalistin und Fernsehautorin
- Meier, Bodo (* 1949), deutscher Maler und Pädagoge
- Meier, Bruno (1905–1967), schweizerischer Künstler
- Meier, Bruno (* 1962), Schweizer Historiker und Kulturmanager
- Meier, Burkhard (1885–1946), deutscher Kunsthistoriker und Verleger
- Meier, Burkhard (1943–2001), deutscher Musikpädagoge und Komponist

##### Meier, C
- Meier, Carlo (* 1961), Schweizer Schriftsteller und Journalist
- Meier, Charitas (1933–2020), Schweizer römisch-katholische Ordensschwester und Äbtissin von Kloster Frauenthal
- Meier, Christa (1941–2024), deutsche Politikerin (SPD), MdL, Oberbürgermeisterin von Regensburg
- Meier, Christian (1889–1959), Schweizer Politiker (SP)
- Meier, Christian (* 1929), deutscher Historiker und PublizistChristian Meier (* 1929)

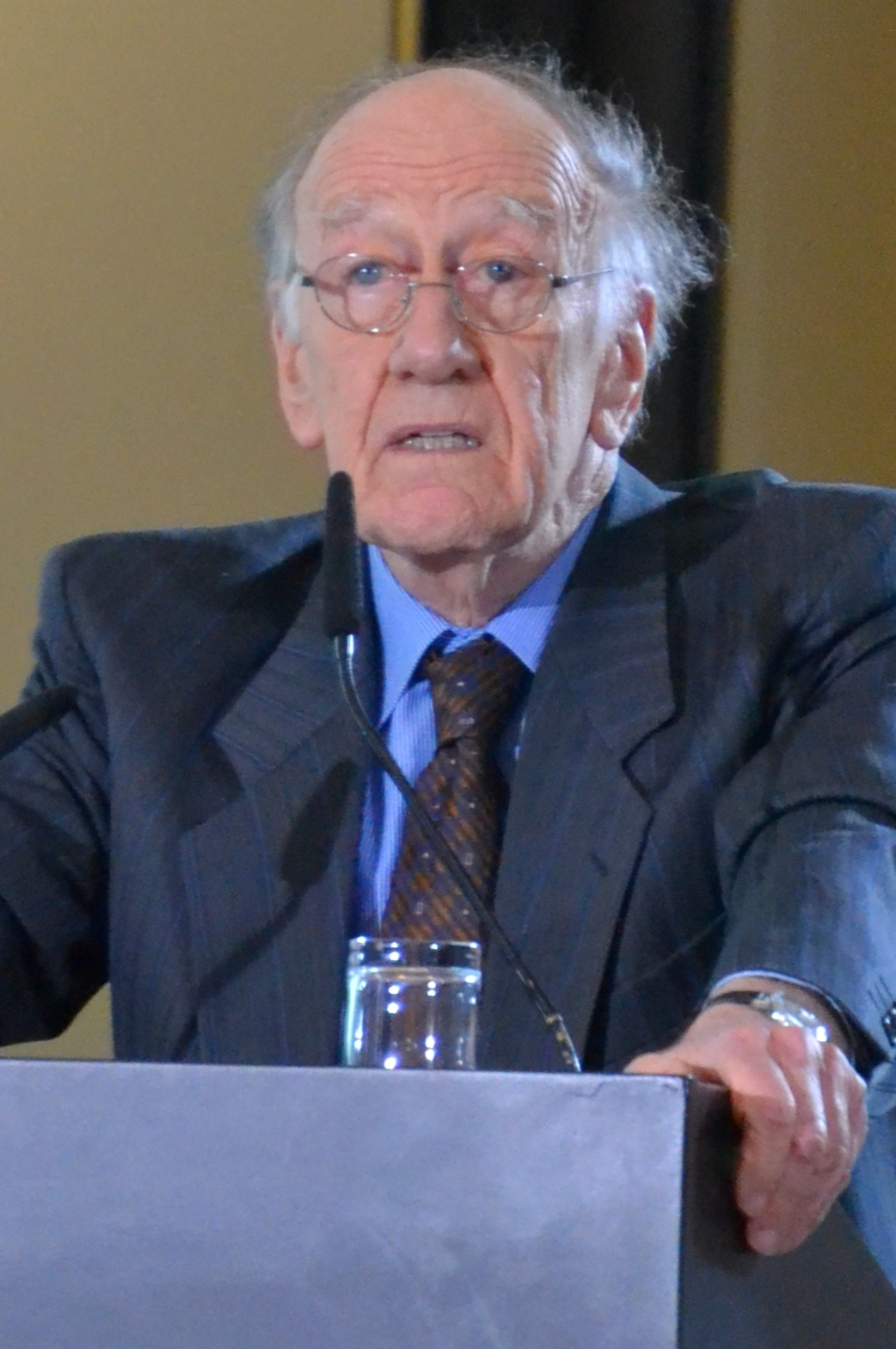
Christian Meier (* 1929)

- Meier, Christian (1968–2020), deutscher Maler, Illustrator und Skulpteur
- Meier, Christian (* 1985), kanadischer Radrennfahrer
- Meier, Christian J. (* 1968), deutscher Physiker, Wissenschaftsjournalist und Schriftsteller
- Meier, Christiane (* 1956), deutsche TV-Journalistin und Moderatorin
- Meier, Christine (* 1986), Schweizer Eishockeyspielerin
- Meier, Christoph (* 1991), Schweizer Unihockeyspieler
- Meier, Christoph (* 1993), Liechtensteiner Schwimmer
- Meier, Christoph Ulrich (* 1968), deutscher Dirigent
- Meier, Claude (* 1964), Schweizer Berufsoffizier (Divisionär)
- Meier, Claudia Sabine (* 1968), Schweizer Transaktivistin
- Meier, Cordula (* 1960), deutsche Kunst- und Designwissenschaftlerin

##### Meier, D
- Meier, Daniel (* 1957), liechtensteinischer Fußballspieler
- Meier, Daniel (* 1972), Schweizer Eishockeyspieler
- Meier, Daniel (* 1993), österreichischer Skirennläufer
- Meier, Daniel Eduard (1812–1873), deutscher Mediziner und zweiter Ehemann der Schriftstellerin Louise Aston
- Meier, David (1572–1640), deutscher lutherischer Theologe, Lehrer und Direktor einer Schule, Schriftsteller
- Meier, David (* 1985), Schweizer Jazz- und Improvisationsmusiker
- Meier, David (* 1996), deutscher Schauspieler
- Meier, Diederich (1748–1802), deutscher Jurist, Bremer Ratsherr und Bremer Bürgermeister
- Meier, Diederich (1787–1857), deutscher Politiker, Bremer Senator und Bürgermeister
- Meier, Diedrich (1899–1972), deutscher Politiker, MdBB
- Meier, Dieter (* 1945), Schweizer Künstler und UnternehmerDieter Meier (* 1945)

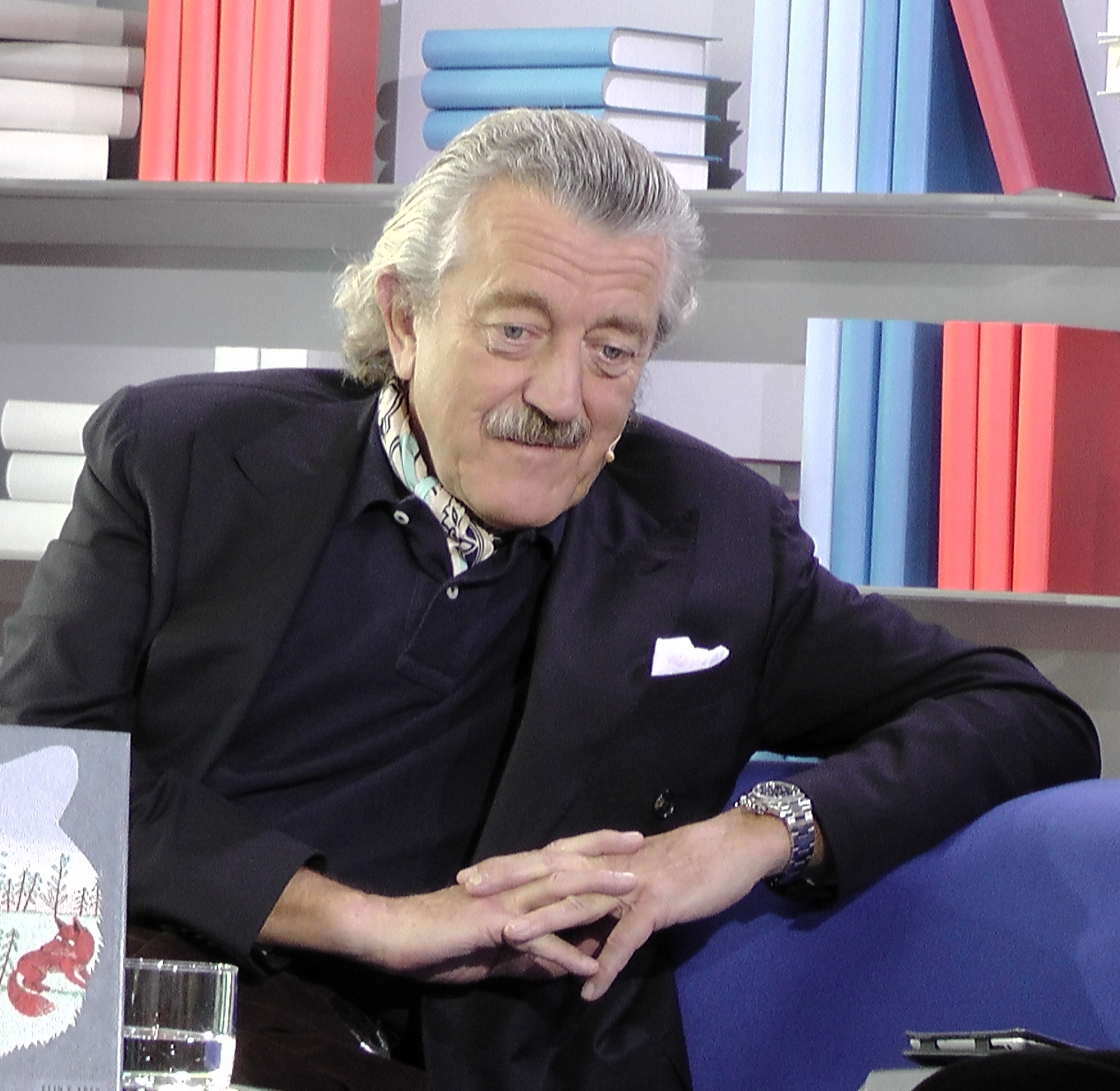
Dieter Meier (* 1945)

- Meier, Dirk (* 1959), deutscher Prähistoriker
- Meier, Dirk (* 1964), deutscher Radrennfahrer
- Meier, Dominic (* 1976), Schweizer Eishockeyspieler
- Meier, Dominicus (* 1959), deutscher römisch-katholischer Ordensgeistlicher, Bischof von Osnabrück
- Meier, Doreen (* 1968), deutsche Fußballspielerin und -trainerin

##### Meier, E
- Meier, Edgar (1927–2022), deutscher Verkehrswissenschaftler
- Meier, Eduard (1834–1899), deutscher Eisenhüttenmann
- Meier, Eduard Albert (* 1937), Schweizer Bauer, angebliche UFO-Kontaktperson
- Meier, Else (1901–1933), deutsche Politikerin (KPD), MdR
- Meier, Emanuel (1746–1817), deutscher Jurist und badischer Beamter und Politiker
- Meier, Emerenz (1874–1928), deutsche SchriftstellerinEmerenz Meier (1874–1928)

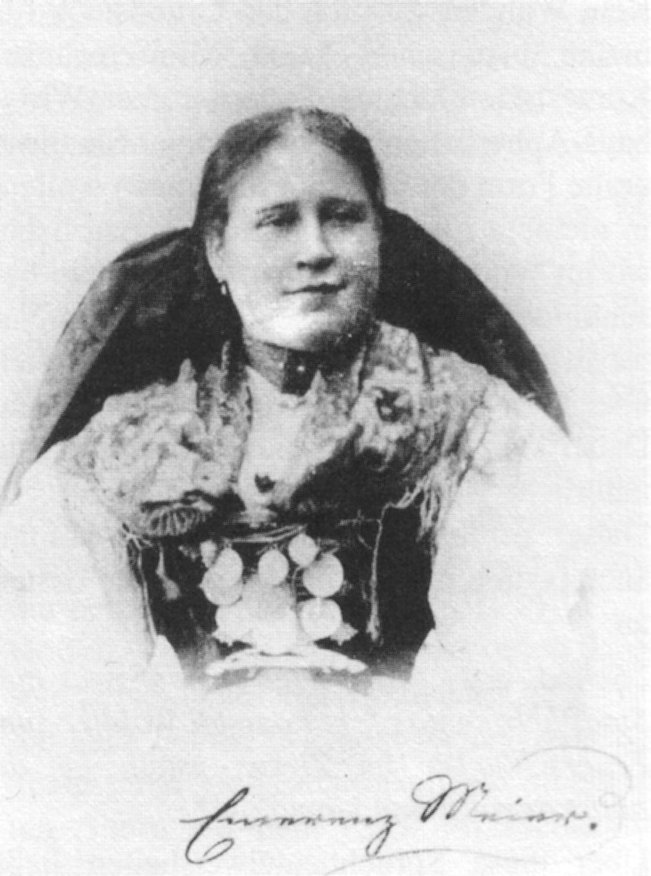
Emerenz Meier (1874–1928)

- Meier, Emil (1909–1990), deutscher Kommunist, mehrfach im Konzentrationslager Dachau inhaftiert
- Meier, Erhard (* 1939), österreichischer Politiker (SPÖ), Mitglied des Bundesrates, MdEP
- Meier, Erich (1910–1933), deutscher Jungarbeiter und frühes NS-Opfer
- Meier, Erich (1935–2010), deutscher Fußballspieler
- Meier, Ernst (1893–1965), deutscher Politiker (BVP), Nationalökonom und Zeitungswissenschaftler
- Meier, Ernst (1897–1979), Schweizer Politiker (KVP) sowie Gewerkschafter
- Meier, Ernst (* 1913), Schweizer Marathonläufer
- Meier, Ernst Heinrich (1813–1866), deutscher Orientalist und Erzählforscher
- Meier, Ernst Julius (1828–1897), deutscher evangelischer Theologe
- Meier, Ernst von (1832–1911), deutscher Rechtswissenschaftler
- Meier, Ernst-Christoph (* 1956), deutscher Politikwissenschaftler und Ministerialbeamter
- Meier, Erwin Ernst Wilhelm (1937–2007), deutscher Komponist und Schulmusiker
- Meier, Esther (* 1965), deutsche Kunsthistorikerin und Hochschullehrerin
- Meier, Eugen (1930–2002), Schweizer Fussballspieler
- Meier, Eugen (* 1934), Schweizer Komponist und Kapellmeister
- Meier, Eugen A. (1933–2004), Schweizer Sachbuchautor, Politiker und Sportfunktionär
- Meier, Eva, deutsche Chansonsängerin und Schauspielerin
- Meier, Eva (* 1975), deutsche Schauspielerin
- Meier, Evelyne, Schweizer Basketballspielerin

##### Meier, F
- Meier, Fabian (* 1994), deutscher Kinderdarsteller und Schauspieler
- Meier, Felix (1936–2019), deutscher Politiker (SED), MdV und Minister für Elektrotechnik und Elektronik der DDR
- Meier, Florian (* 1987), Schweizer Politiker (GP)
- Meier, Frank (1884–1947), französischer Barkeeper
- Meier, Frank (* 1959), deutscher Historiker
- Meier, Franz (1688–1752), Schweizer reformierter Geistlicher
- Meier, Franz (1933–2020), deutscher Maler
- Meier, Franz (* 1956), Schweizer Hürdenläufer
- Meier, Franz (1958–2011), deutscher Anglist und Germanist
- Meier, Friedrich (1785–1815), deutscher Maler und Teilnehmer an den Befreiungskriegen
- Meier, Friedrich (1913–1978), deutscher Orgelbauer
- Meier, Friedrich (1924–1975), deutscher Politiker (SPD), MdBB
- Meier, Friedrich Gottlieb (1715–1791), Hofmedikus
- Meier, Friedrich Karl (1808–1841), deutscher evangelischer Theologe und Hochschullehrer
- Meier, Fritz (1912–1998), Schweizer Islamwissenschaftler

##### Meier, G
- Meier, Gaby (* 1959), Schweizer Leichtathletin
- Meier, Gebhardt Theodor (1633–1693), deutscher evangelischer Theologe
- Meier, Georg (1910–1999), deutscher Automobil- und MotorradrennfahrerGeorg Meier (1910–1999)

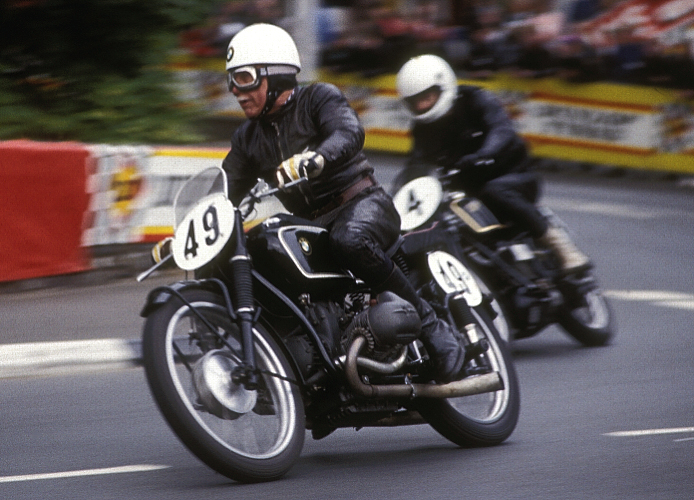
Georg Meier (1910–1999)

- Meier, Georg (* 1947), deutscher Schriftsteller
- Meier, Georg (* 1987), deutsch-uruguayischer Schachspieler
- Meier, Georg Friedrich (1718–1777), deutscher Philosoph
- Meier, Georg Friedrich (1919–1992), deutscher Sprachwissenschaftler
- Meier, Gerhard (1616–1695), deutscher Pädagoge und Rektor des Gymnasiums Illustre in Bremen
- Meier, Gerhard (1664–1723), deutscher Pädagoge, Kirchenrat und Superintendent
- Meier, Gerhard (* 1913), deutscher Assyriologe
- Meier, Gerhard (1917–2008), Schweizer Schriftsteller
- Meier, Gottlieb (1878–1957), Schweizer Politiker (SP)
- Meier, Guido (* 1948), liechtensteinischer Politiker
- Meier, Günther (1941–2020), deutscher Boxer
- Meier, Gustav (1929–2016), Schweizer Dirigent und Musikpädagoge

##### Meier, H
- Meier, Hannes (1936–1990), deutscher Maler und Grafiker in der DDR
- Meier, Hans (1913–2001), deutscher Politiker (LDPD), MdV, OB von Jena
- Meier, Hans (1914–2000), deutscher Kommunist und Schriftsteller
- Meier, Hans (* 1920), deutscher Fußballspieler
- Meier, Hans (* 1933), Schweizer Politiker (SVP, Grüne, GLP)
- Meier, Hans Eduard (1922–2014), Schweizer Typograph
- Meier, Hans Heinrich (1924–2021), Schweizer Anglist
- Meier, Hans-Jürg (1964–2015), Schweizer Komponist und Blockflötist
- Meier, Hans-Rudolf (* 1956), schweizerisch-deutscher Kunsthistoriker und Hochschullehrer
- Meier, Hans-Ulrich (* 1938), deutscher Flugzeugbau-Ingenieur und Hochschullehrer für Strömungsmechanik
- Meier, Hans-Willi (* 1944), deutscher Kommunalpolitiker (CDU), Bürgermeister von FrechenHans-Willi Meier (* 1944)

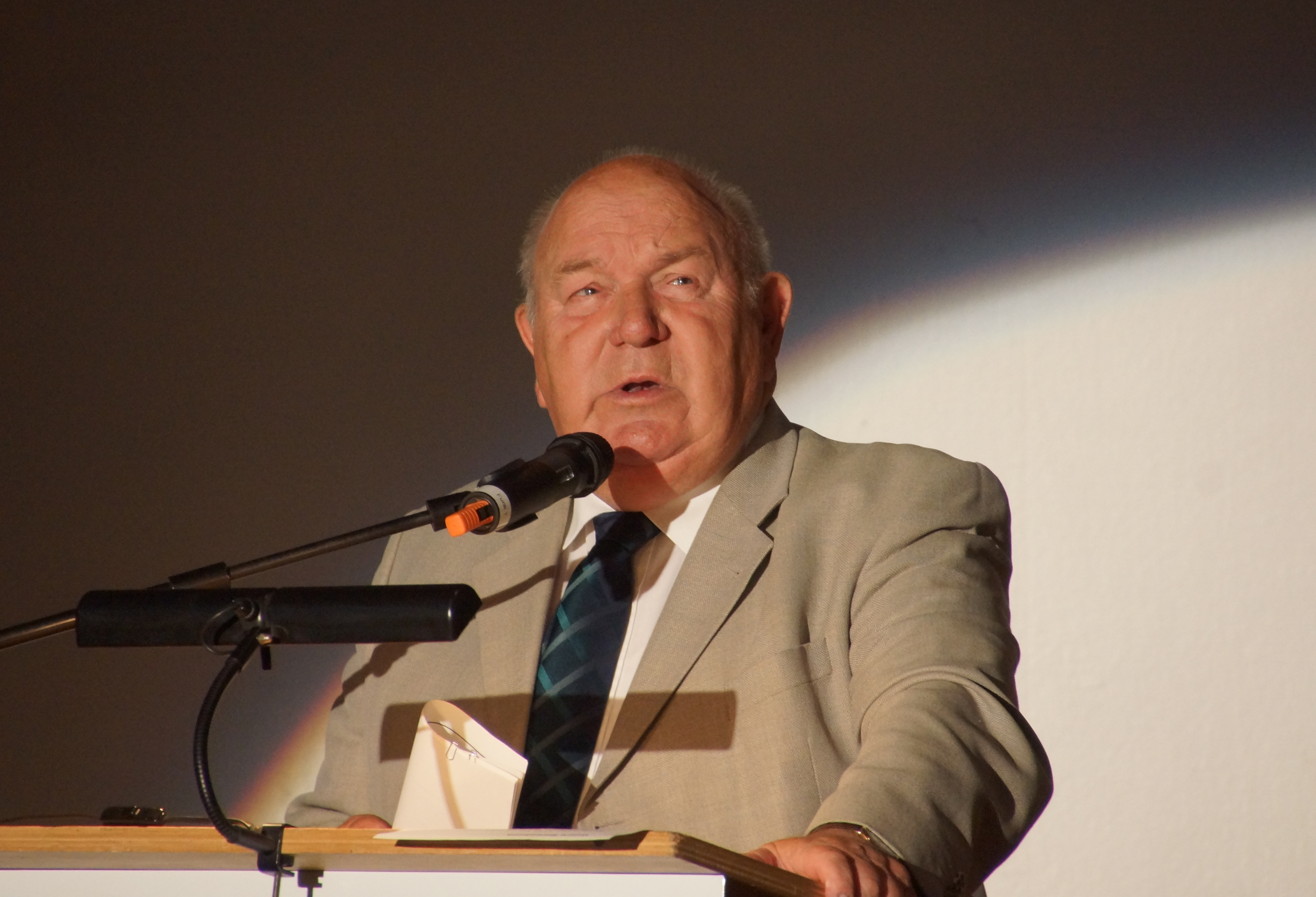
Hans-Willi Meier (* 1944)

- Meier, Harald (* 1957), Ökonom und Hochschullehrer
- Meier, Harri (1905–1990), deutscher Romanist und Etymologe
- Meier, Heiko (1961–2025), deutscher Fußballspieler
- Meier, Heinrich (1609–1676), bremischer Jurist, Staatsmann und Bürgermeister seiner Stadt
- Meier, Heinrich (1842–1923), deutscher Offizier und Lokalhistoriker
- Meier, Heinrich (1898–1972), deutscher Politiker (CSU) und bayerischer Landtagsabgeordneter
- Meier, Heinrich (1910–1989), deutscher SS-Hauptscharführer und Blockführer im KZ Sachsenhausen
- Meier, Heinrich (1916–1989), deutscher NDPD-Funktionär, MdV und Minister
- Meier, Heinrich (* 1953), deutscher Philosoph
- Meier, Heinrich Christian (1905–1987), deutscher Schriftsteller, Künstler und Astrologe
- Meier, Heinz (1913–1991), deutscher Gewerkschafter (FDGB)
- Meier, Heinz (1930–2013), deutscher Schauspieler und TheaterleiterHeinz Meier (1930–2013)

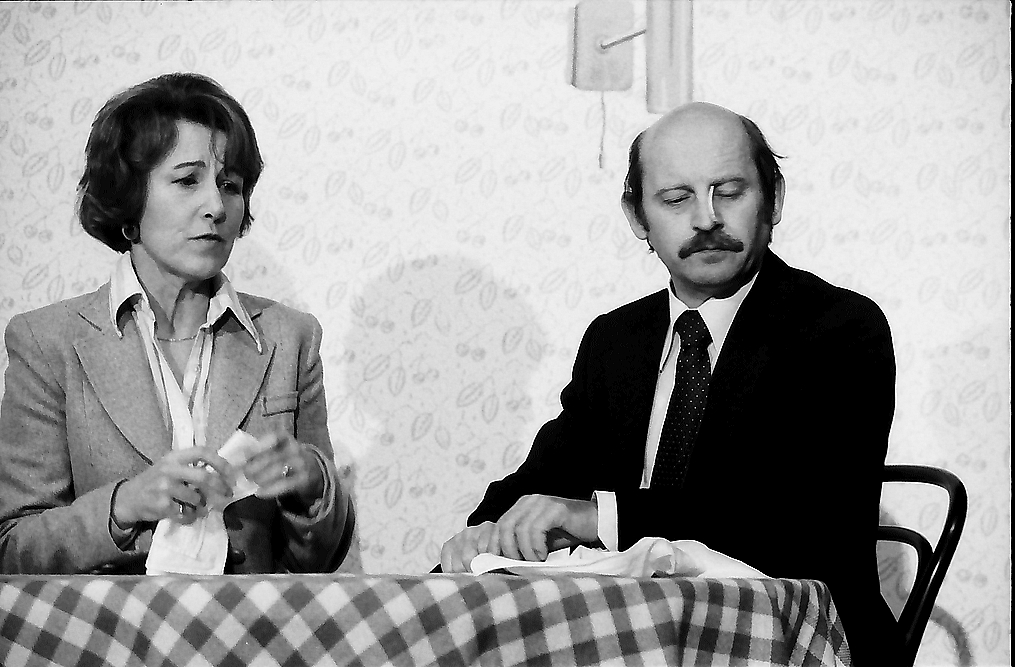
Heinz Meier (1930–2013)

- Meier, Heinz Rudolf (* 1940), deutscher Organist und Chorleiter
- Meier, Helen (1929–2021), Schweizer Schriftstellerin
- Meier, Helin (* 1992), estnische Leichtathletin
- Meier, Helmut (1897–1973), deutscher Lehrer und Germanist
- Meier, Helmut (1926–2015), deutscher Beamter und Direktor der Bundesanstalt Technisches Hilfswerk (THW)
- Meier, Henri B. (* 1936), Schweizer Unternehmer
- Meier, Herbert (1928–2018), Schweizer Schriftsteller und Übersetzer
- Meier, Heribert (1940–2001), deutscher Politiker (CDU), MdL
- Meier, Hermann (1906–2002), Schweizer Komponist
- Meier, Hermann (1911–2000), liechtensteinischer Polizeichef des Fürstlich Liechtensteinischen Sicherheitskorps
- Meier, Hermann G. (* 1939), deutscher Bauingenieur
- Meier, Hermann Henrich (1809–1898), deutscher Kaufmann, Reeder und Parlamentarier (NLP), MdBB, MdRHermann Henrich Meier (1809–1898)

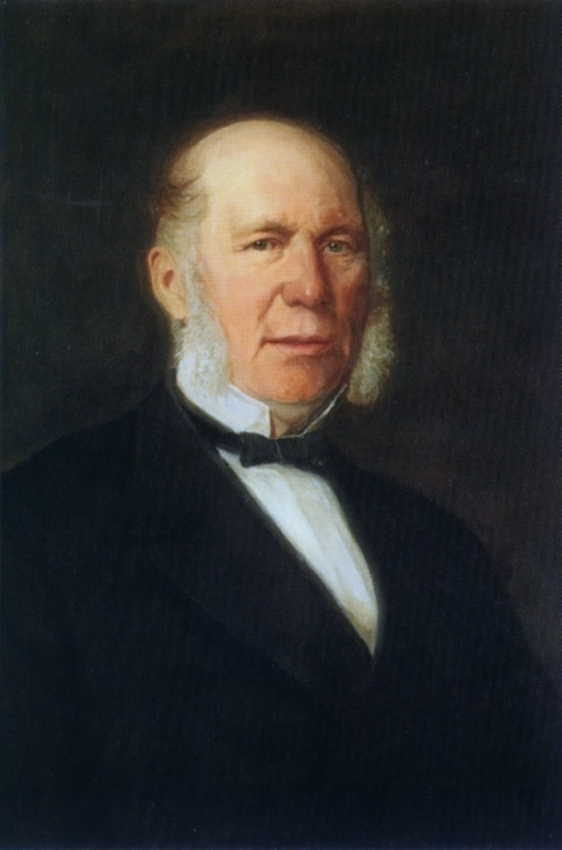
Hermann Henrich Meier (1809–1898)

- Meier, Hermann Henrich junior (1845–1905), deutscher Kaufmann und Mäzen
- Meier, Horst († 2016), deutscher Geheimagent und Bildhauer
- Meier, Horst (1929–1994), deutscher Brandschutzingenieur und Feuerwehrmann
- Meier, Horst (* 1954), deutscher Autor und Jurist

##### Meier, I
- Meier, Isaak (* 1950), Schweizer Rechtswissenschaftler
- Meier, Isabel (* 1966), schweizerische Filmeditorin

##### Meier, J
- Meier, Jakob (1548–1599), Schweizer Benediktinermönch, Abt des Klosters Muri
- Meier, Jakob (* 1880), Mitglied des Provinziallandtages der Provinz Hessen-Nassau
- Meier, Jan (* 1969), deutscher Bühnen- und Kostümbildner
- Meier, Jan-Eric (* 1994), deutscher Schauspieler
- Meier, Jennifer (* 1981), deutsche Fußballspielerin
- Meier, Jens (* 1966), deutscher Manager und Sportfunktionär
- Meier, Joachim (1661–1732), deutscher Schriftsteller
- Meier, Johann (1923–1992), deutscher römisch-katholischer Priester, Direktor des Schul- und Musikinternats der Regensburger Domspatzen
- Meier, Johann Christian (1732–1815), deutscher Pädagoge, Pfarrer und Schriftsteller
- Meier, Johann Daniel (1804–1871), Bremer Senator und Bürgermeister
- Meier, Johann Heinrich (1643–1729), deutscher Rechtswissenschaftler, Verwaltungsjurist und Hochschullehrer
- Meier, Johann Heinrich (1778–1860), deutscher Pädagoge und Gründer einer Höheren Töchterschule
- Meier, Johannes (* 1948), deutscher römisch-katholischer Theologe
- Meier, Johannes (* 1984), deutsch-österreichischer Fußballspieler
- Meier, Johannes (* 1989), deutscher Politiker (AfD), MdL Bayern
- Meier, John (1864–1953), deutscher Germanist und Volkskundler
- Meier, Jonathan (* 1999), deutscher FußballspielerJonathan Meier (* 1999)

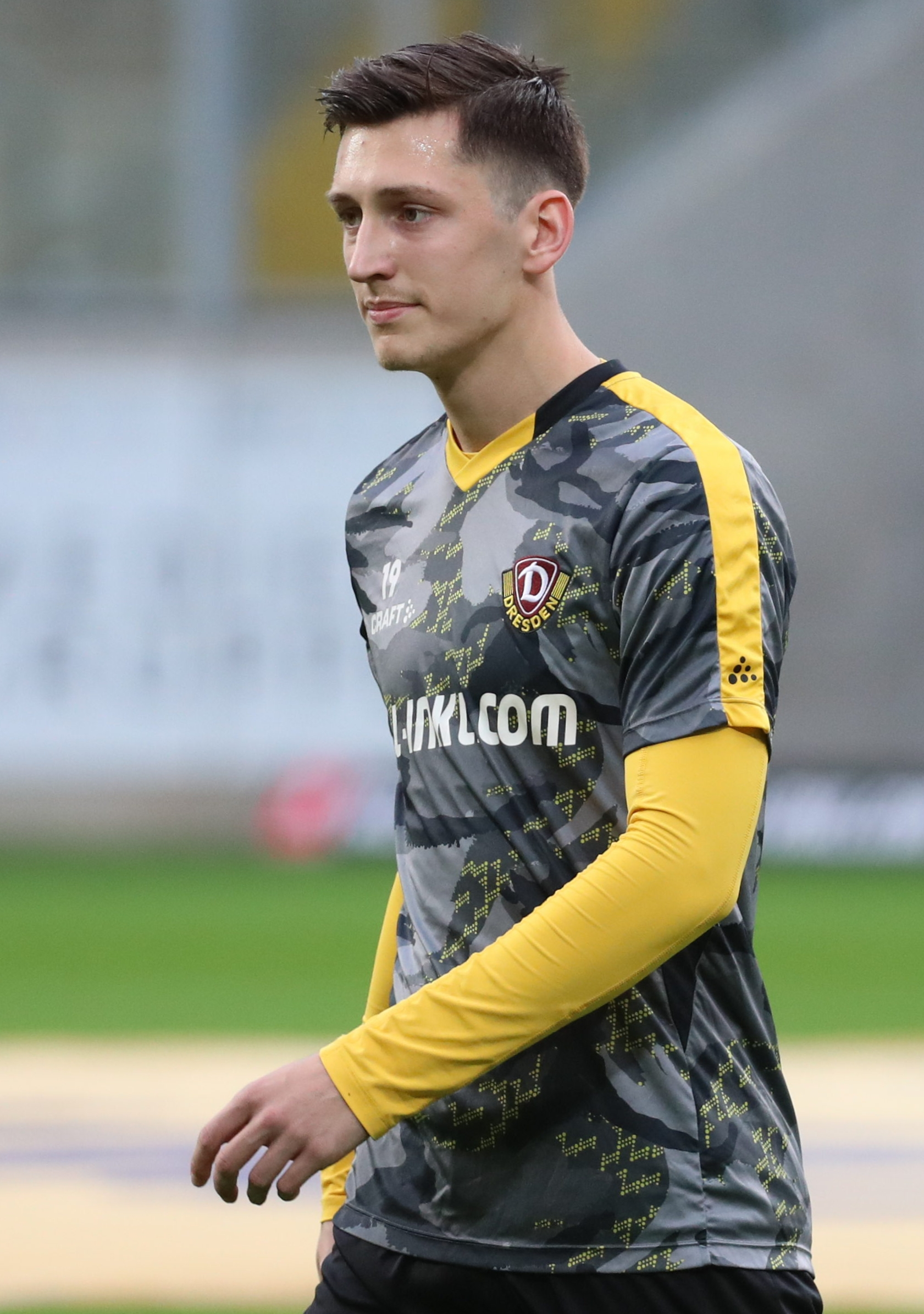
Jonathan Meier (* 1999)

- Meier, Jörg Otto (* 1950), deutscher Fotograf, Autor und Kunstlehrer
- Meier, Josef (1874–1945), deutscher Missionar und Ethnologe
- Meier, Josef (1901–1959), liechtensteinischer Politiker (FBP)
- Meier, Josi (1926–2006), Schweizer Politikerin (CVP)
- Meier, Jost (1939–2022), Schweizer Dirigent und Komponist
- Meier, Julia (* 1985), deutsche Fußballspielerin
- Meier, Julius (1874–1937), US-amerikanischer Politiker
- Meier, Jürgen (* 1938), deutscher Germanist
- Meier, Justus (1566–1622), deutscher Rechtswissenschaftler und Hochschullehrer

##### Meier, K
- Meier, Kai-Steffen (* 1983), deutscher Vielseitigkeitsreiter
- Meier, Karin, Schweizer Jazzmusikerin (Gesang, Komposition)
- Meier, Karl (1867–1944), deutscher Politiker (DVP), MdL
- Meier, Karl (1882–1969), deutscher Heimatforscher, Schriftsteller, Zeichner
- Meier, Karl (1897–1974), Schweizer Schauspieler und Herausgeber "Der Kreis"
- Meier, Karl (1902–1989), deutscher Politiker (KPD), MdR
- Meier, Karlheinz (1955–2018), deutscher Experimentalphysiker
- Meier, Kaspar (1917–1998), Schweizer Politiker (FDP)
- Meier, Katharina (* 1998), deutsche Handballspielerin
- Meier, Katja (* 1979), deutsche Politikerin (Bündnis 90/Die Grünen), MdLKatja Meier (* 1979)

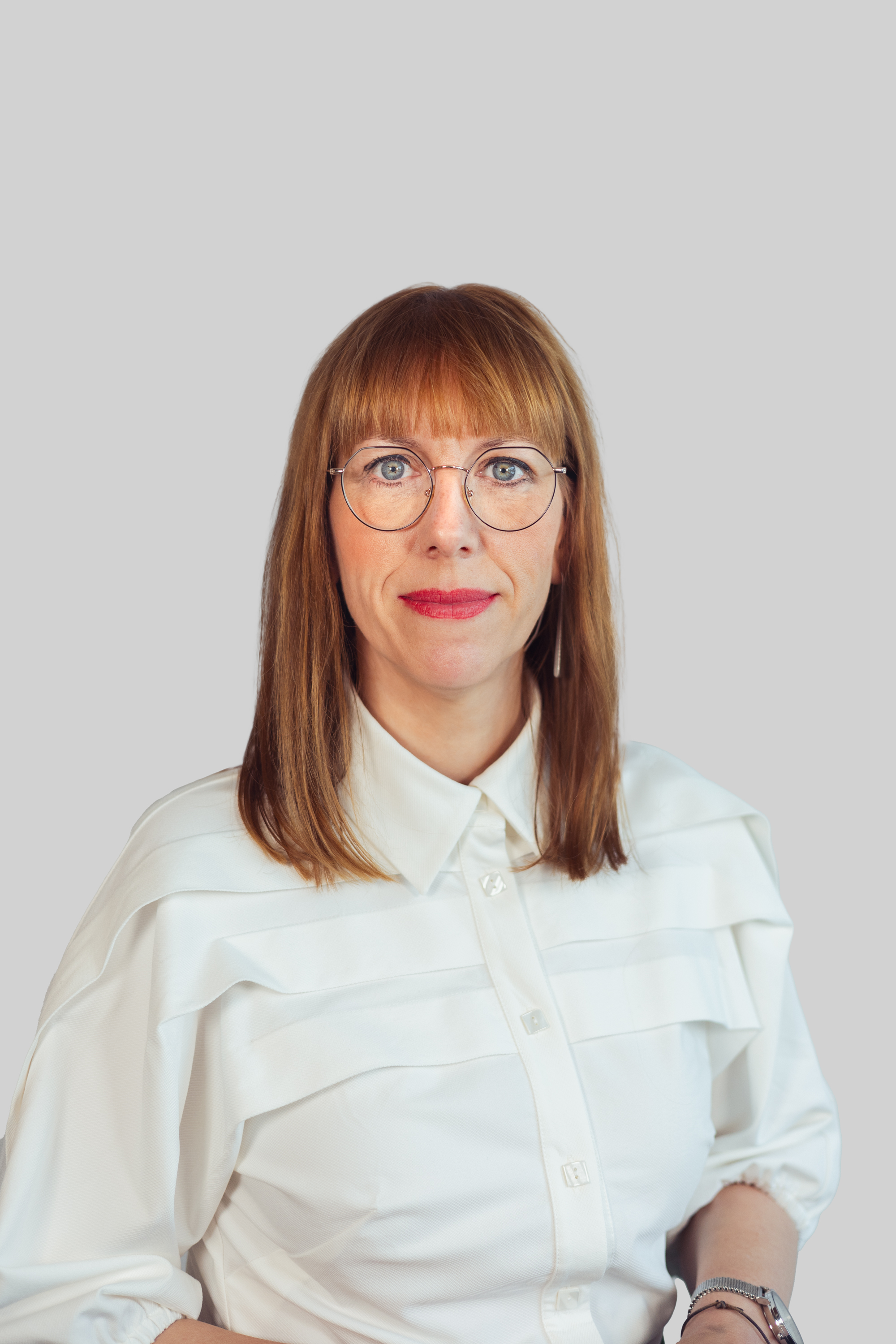
Katja Meier (* 1979)

- Meier, Kersten (1954–2001), deutscher Schwimmsportler
- Meier, Kerstin (* 1975), deutsche Politikerin (Die Linke), Landtagsabgeordnete in Brandenburg
- Meier, Klaus (* 1968), deutscher Journalist und Kommunikationswissenschaftler
- Meier, Konrad (1780–1813), Stiftsbibliothekar in St. Gallen (1805–1811)
- Meier, Konrad (1867–1931), Schweizer Herrnhuter Missionar
- Meier, Kristen (* 1991), US-amerikanische Fußballspielerin
- Meier, Kurt, deutscher Autor mehrerer Sparratgeber
- Meier, Kurt (1910–2008), deutscher Widerstandskämpfer und Ingenieurökonom
- Meier, Kurt (1914–1985), deutscher Politiker (SED), Gewerkschafter (FDGB)
- Meier, Kurt (1924–2005), Schweizer Mathematiker und Hochschullehrer
- Meier, Kurt (1927–2022), deutscher evangelischer Theologe und Kirchenhistoriker
- Meier, Kurt (* 1930), deutscher Diplomat, Botschafter der DDR
- Meier, Kurt (* 1962), Schweizer Olympiasieger im Bobsport

##### Meier, L
- Meier, Lea (* 2001), Schweizer Biathletin
- Meier, Leo (* 1995), deutscher Schauspieler und Autor
- Meier, Leon (* 2002), deutscher Volleyball- und Beachvolleyballspieler
- Meier, Livio (* 1998), liechtensteinischer Fussballspieler
- Meier, Lollo (* 1962), niederländischer Gypsy-Jazz-Musiker (Gitarre)
- Meier, Lothar (* 1941), deutscher Politiker (PDS), MdV, MdL
- Meier, Lucie (* 1982), Schweizer Designerin
- Meier, Ludwig Emil (1847–1919), deutscher Esperantist, Kapitän und Schriftsteller
- Meier, Luise (1885–1979), deutsche Hausfrau, die etwa 30 jüdische Mitbürger vor der Verfolgung bewahrte
- Meier, Luise (* 1985), deutsche Autorin
- Meier, Lutz (1948–1972), deutscher Leutnant der NVA und Todesopfer der innerdeutschen GrenzeLutz Meier (1948–1972)

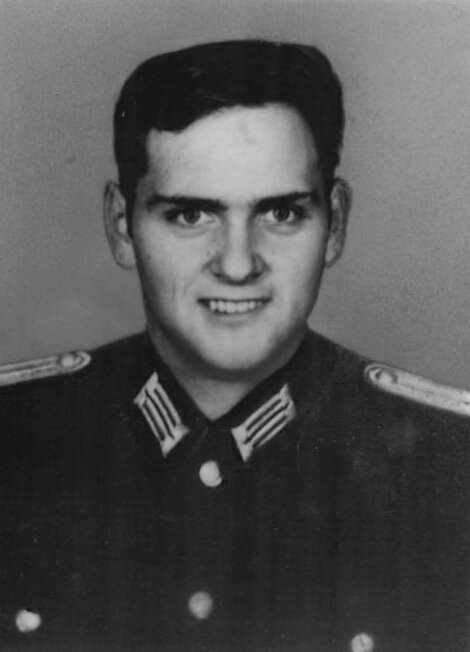
Lutz Meier (1948–1972)

##### Meier, M
- Meier, Mara (* 1959), Schweizer Schriftstellerin
- Meier, Markus (1955–2005), Schweizer Ingenieurwissenschaftler
- Meier, Marlene (* 2002), deutsche Leichtathletin
- Meier, Martin (* 1961), deutscher Kantor, Organist und Kirchenmusiker
- Meier, Matthew (* 2004), deutscher Fußballspieler
- Meier, Matthias (1880–1949), deutscher Philosoph und Hochschullehrer
- Meier, Max (1863–1919), deutscher Unternehmer
- Meier, Max (1926–2016), Schweizer Radrennfahrer
- Meier, Maximin Maria (1913–1945), deutscher Schulbruder und Märtyrer
- Meier, Michael (1925–2015), deutscher Kunsthistoriker und Verleger
- Meier, Michael (1928–2022), deutscher Ordensgeistlicher, römisch-katholischer Erzbischof von Mount Hagen in Papua-Neuguinea
- Meier, Michael (1934–2005), deutscher Atomkraftgegner
- Meier, Michael (* 1949), deutscher Fußball-FunktionärMichael Meier (* 1949)

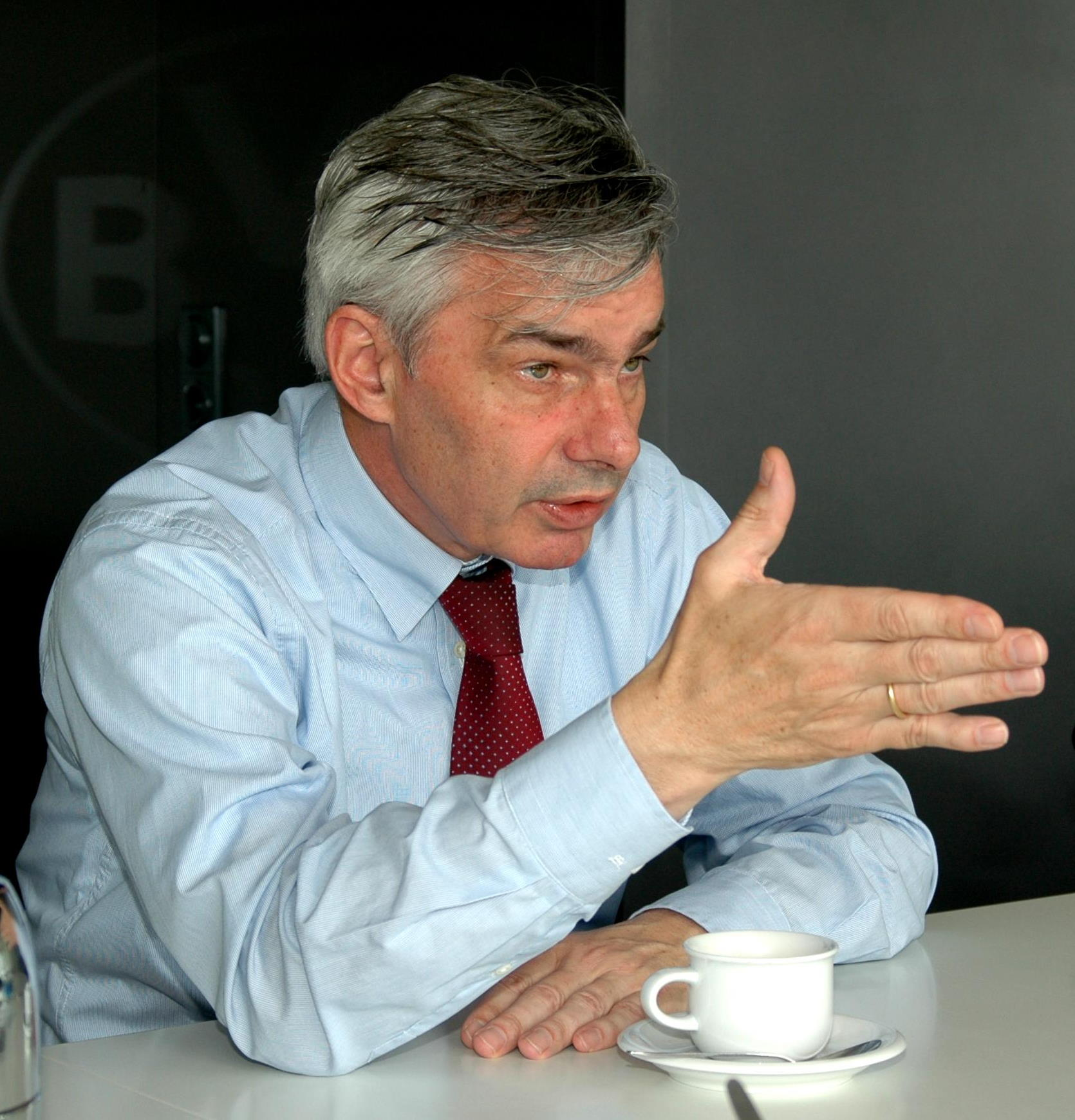
Michael Meier (* 1949)

- Meier, Michael (* 1955), Schweizer Journalist, römisch-katholischer Theologe und Fachjournalist für Religion
- Meier, Michael A. R. (* 1975), deutscher Chemiker und Hochschullehrer
- Meier, Michel, deutscher Breakdancer
- Meier, Mischa (* 1971), deutscher Althistoriker
- Meier, Moritz (* 1883), deutscher Musiker und Musikpädagoge
- Meier, Moritz Hermann Eduard (1796–1855), deutscher klassischer Philologe

##### Meier, N
- Meier, Nicola (* 1979), deutsche Journalistin
- Meier, Nicolas (* 1982), deutscher Basketballspieler
- Meier, Nikolaus (* 1986), deutscher Eishockeyspieler
- Meier, Norbert (* 1958), deutscher Fußballspieler und -trainer

##### Meier, O
- Meier, Ortwin (1881–1941), deutscher Numismatiker
- Meier, Otto (1889–1962), deutscher Politiker (USPD, SPD, SED), Mitglied des preußischen sowie später des brandenburgischen Landtags, MdV
- Meier, Otto (1903–1996), deutscher Keramik-Künstler

##### Meier, P
- Meier, Pascal (* 1990), Schweizer Unihockeyspieler
- Meier, Patrick (* 1976), Schweizer Eiskunstläufer
- Meier, Paul (* 1971), deutscher Leichtathlet und Olympiateilnehmer
- Meier, Paul Jonas (1857–1946), deutscher Kunsthistoriker und Museumsleiter
- Meier, Pedro (* 1941), Schweizer Bildender Künstler, Schriftsteller und LyrikerPedro Meier (* 1941)

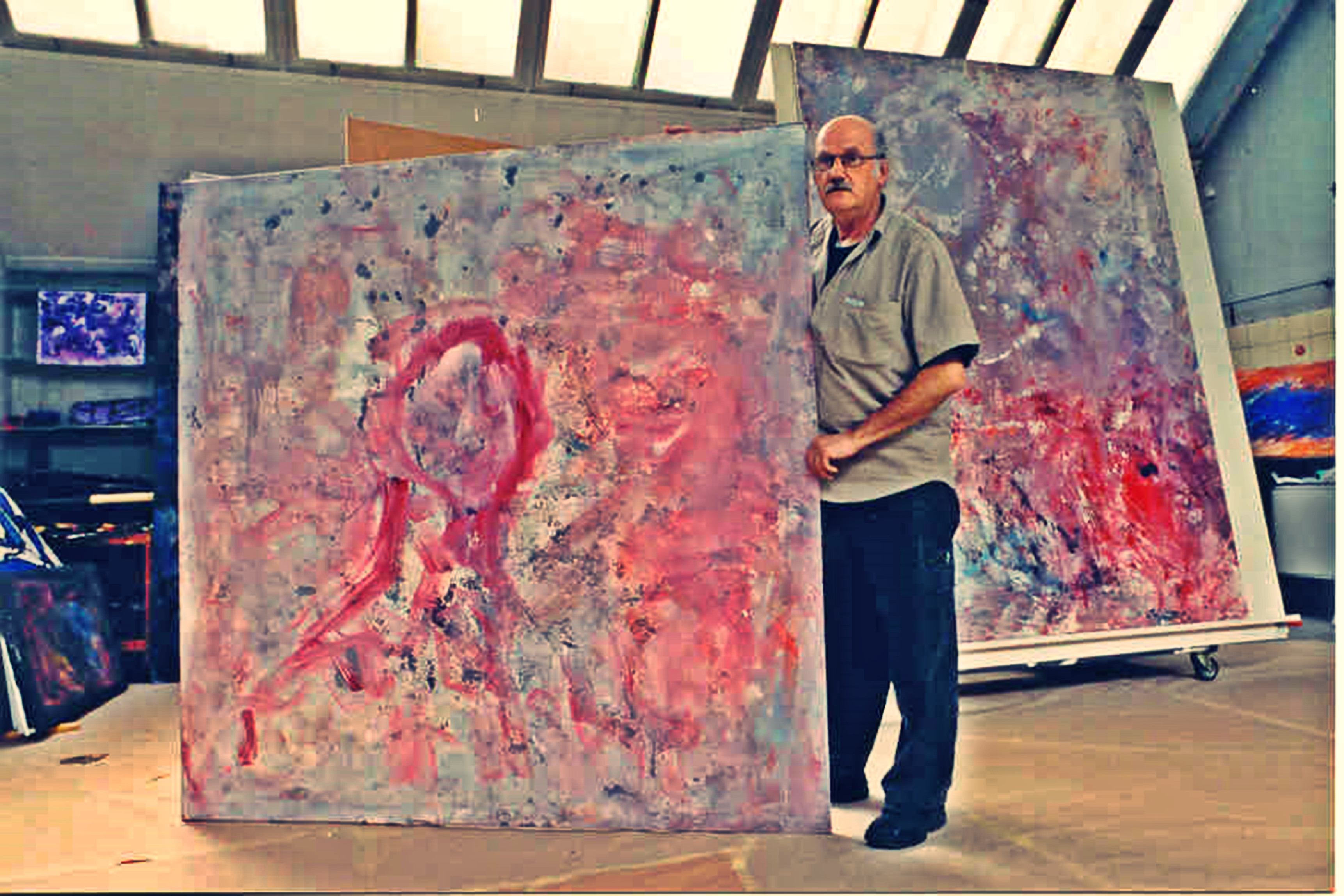
Pedro Meier (* 1941)

- Meier, Peter, deutscher Organist und Komponist
- Meier, Pirmin (* 1947), Schweizer Mittelschullehrer und Autor
- Meier, Prita, US-amerikanische Kunsthistorikerin

##### Meier, R
- Meier, Ralf (* 1960), deutscher Journalist und Autor
- Meier, Reiner (* 1953), deutscher Politiker (CSU), MdB
- Meier, Reinhard (1946–2020), deutscher Fußballspieler
- Meier, Renate (* 1947), deutsche Ministerialbeamtin
- Meier, Richard (1878–1933), deutscher Politiker (SPD), MdR
- Meier, Richard (1888–1964), deutscher Volkskünstler aus dem Erzgebirge
- Meier, Richard (1906–1982), liechtensteinischer Zahnarzt und Politiker
- Meier, Richard (1928–2015), deutscher Jurist und Präsident des Bundesamts für Verfassungsschutz
- Meier, Richard (* 1934), amerikanischer Architekt und Pritzker-Preis-TrägerRichard Meier (* 1934)

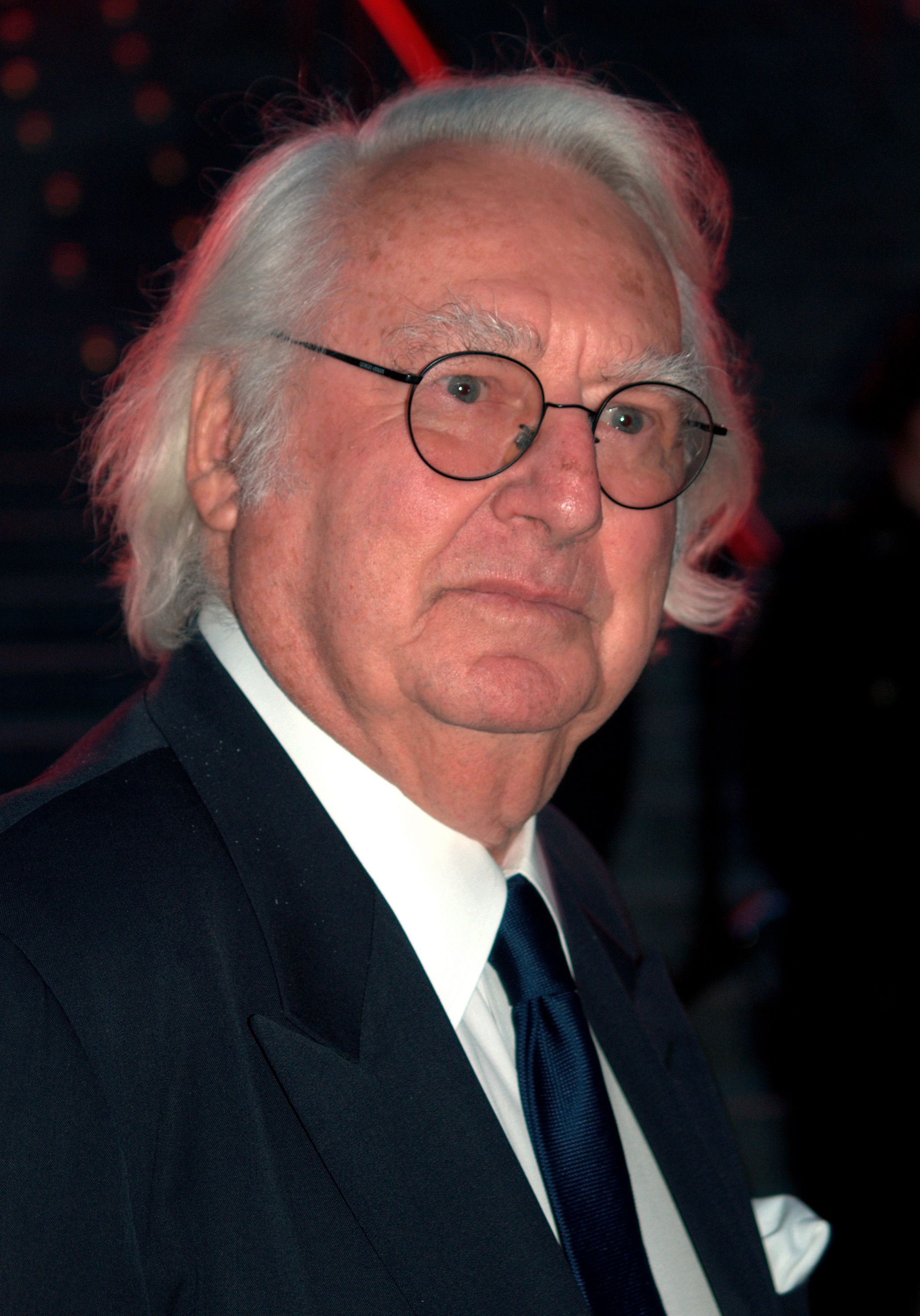
Richard Meier (* 1934)

- Meier, Richard (* 1937), deutscher Pädagoge
- Meier, Richard (* 2004), deutscher Fußballspieler
- Meier, Robert (* 1966), deutscher Historiker und Archivar
- Meier, Roland (* 1967), Schweizer Radrennfahrer
- Meier, Rolf (1897–1966), deutsch-schweizerischer Chemiker und Mediziner
- Meier, Rudolf (1901–1961), deutscher Politiker (NSDAP)
- Meier, Rudolf (1907–1986), Schweizer Politiker (BGB)
- Meier, Rudolf (1926–1995), Schweizer Politiker (CVP)
- Meier, Ruedi (* 1949), Schweizer Ökonom, Raumplaner ORL und Energiespezialist
- Meier, Ruth (1888–1965), deutsche Malerin und Grafikerin

##### Meier, S
- Meier, Sascha (* 1997), deutscher Politiker (Bündnis 90/Die Grünen), MdL Hessen
- Meier, Saskia (* 1997), deutsche Fußballspielerin
- Meier, Sebastian (1594–1664), deutscher Mediziner und Pädagoge
- Meier, Shane (* 1977), kanadischer Filmschauspieler
- Meier, Sid (* 1954), kanadischer Programmierer und Designer von ComputerspielenSid Meier (* 1954)

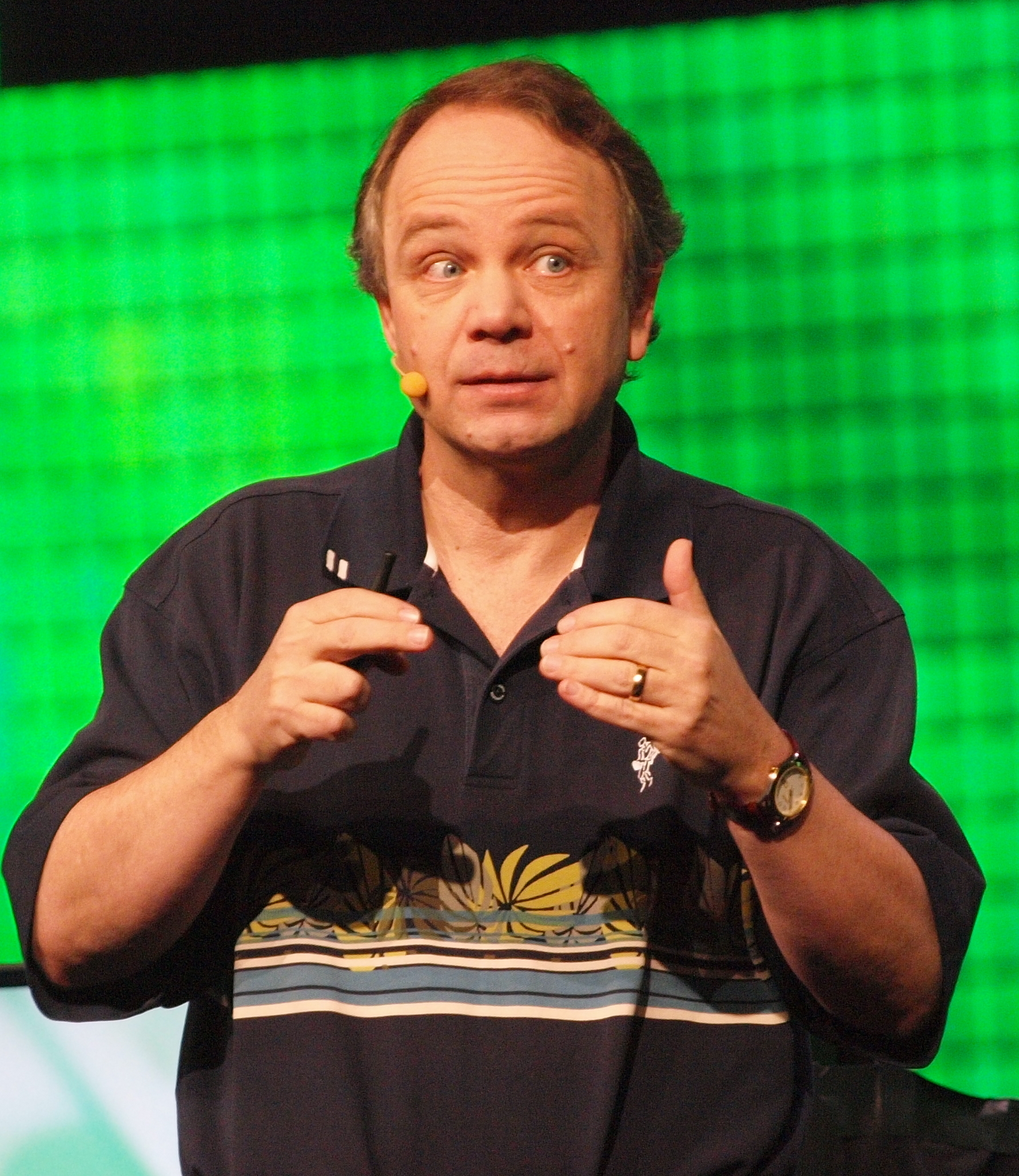
Sid Meier (* 1954)

- Meier, Siegfried (1924–1977), deutscher Fußballspieler
- Meier, Silke (* 1968), deutsche Tennisspielerin
- Meier, Silke (* 1980), deutsche Handballspielerin
- Meier, Silvio (1965–1992), deutscher links-alternativer Aktivist
- Meier, Simon (* 1976), Schweizer Unihockeytrainer und ehemaliger -spieler
- Meier, Simon (* 1990), Schweizer Unihockeyspieler
- Meier, Simone (* 1965), Schweizer Leichtathletin
- Meier, Simone (* 1970), Schweizer Journalistin und Schriftstellerin
- Meier, Sonja (* 1964), deutsche Rechtswissenschaftlerin
- Meier, Stefan (1889–1944), deutscher Politiker (SPD), MdR, NS-Opfer
- Meier, Stefan (* 1984), deutscher Koch
- Meier, Stefan (* 1991), Schweizer Unihockeyspieler auf der Position des Verteidigers
- Meier, Stephan (* 1966), deutscher Schlagzeuger, Dirigent und Komponist
- Meier, Stephan R. (* 1958), deutscher Hotelier und Autor

##### Meier, T
- Meier, Theo (1919–2010), Schweizer Politiker (FDP)
- Meier, Thomas (* 1966), deutscher Archäologe
- Meier, Thomas D. (* 1958), Schweizer Historiker, Rektor der Zürcher Hochschule der Künste (ZHdK)
- Meier, Timo (* 1996), Schweizer EishockeyspielerTimo Meier (* 1996)

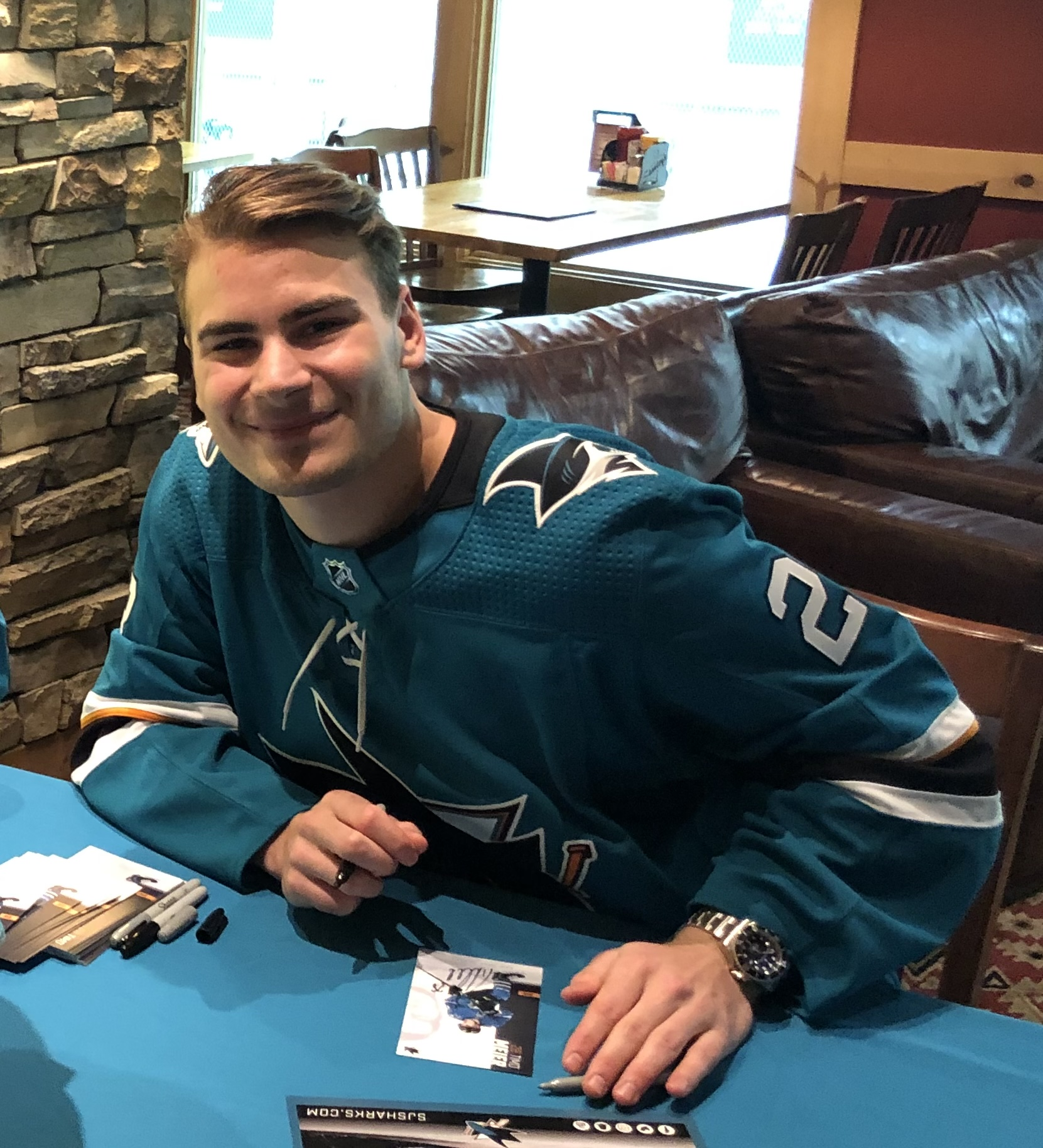
Timo Meier (* 1996)

- Meier, Tino (* 1987), deutscher Straßenradrennfahrer
- Meier, Titus (* 1981), Schweizer Historiker und Politiker (FDP.Die Liberalen)
- Meier, Tommy (* 1959), Schweizer Jazzmusiker
- Meier, Trevor (* 1973), schweizerisch-kanadischer Eishockeyspieler

##### Meier, U
- Meier, Ullrich (* 1955), deutscher Politiker (CDU)
- Meier, Ulrich (* 1948), deutscher Historiker
- Meier, Urs (* 1959), Schweizer Fußballschiedsrichter und FußballkommentatorUrs Meier (* 1959)

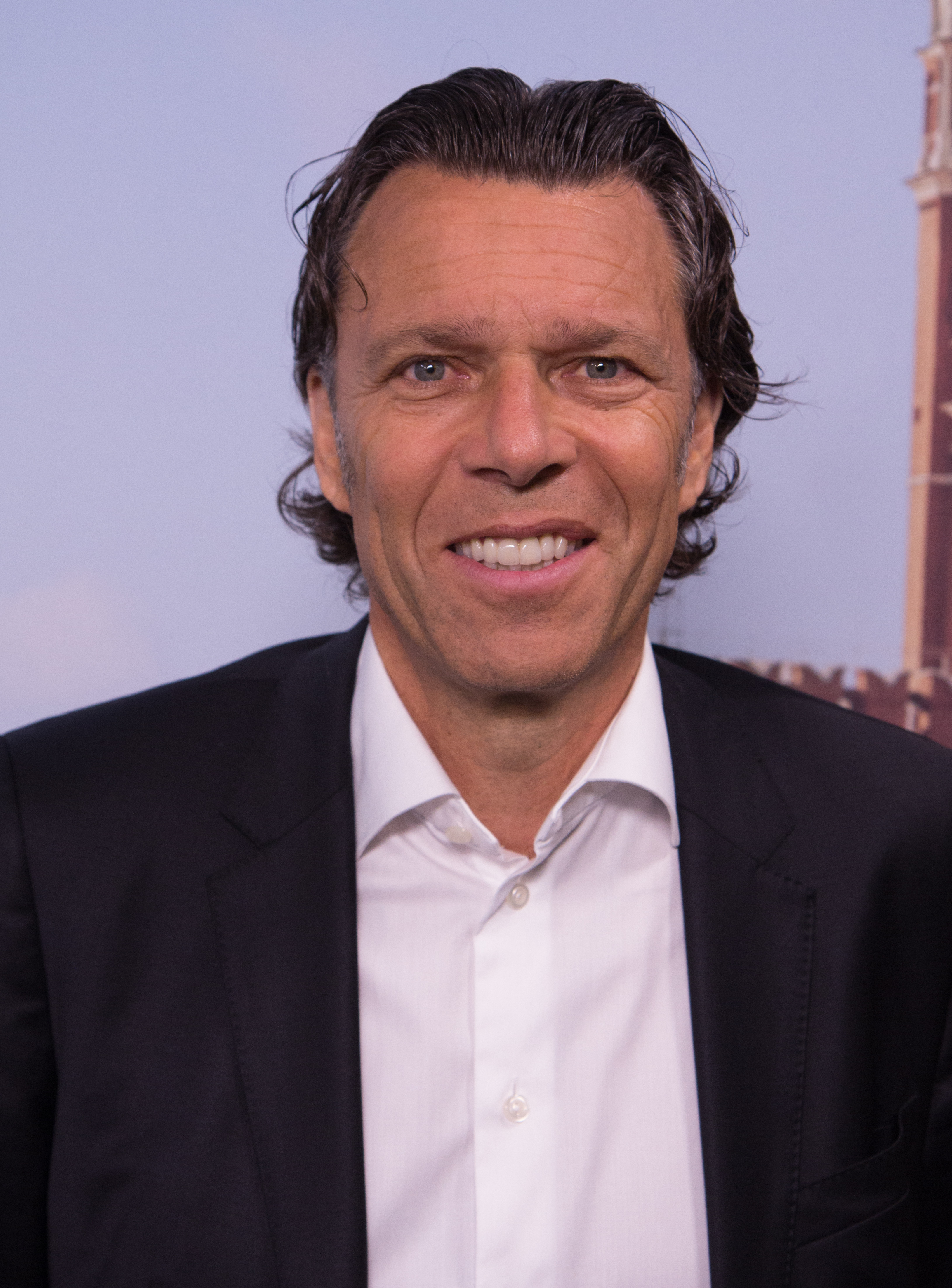
Urs Meier (* 1959)

- Meier, Urs (* 1961), Schweizer Fussballspieler und Fussballtrainer
- Meier, Ursula (* 1971), französisch-schweizerische Filmregisseurin und Filmschauspielerin
- Meier, Uto J. (* 1955), deutscher katholischer Theologe

##### Meier, V
- Meier, Volchart (1761–1811), Bremer Jurist und Senator
- Meier, Volker (1932–1993), deutscher Maler und Grafiker
- Meier, Volker (* 1969), deutscher Ministerialbeamter

##### Meier, W
- Meier, Walter (1927–2017), deutscher Leichtathlet, Trainer und Hochschullehrer
- Meier, Walter M. (1926–2009), Schweizer Kristallograph und Hochschullehrer
- Meier, Waltraud (* 1956), deutsche Opernsängerin (Mezzo- und dramatischer Sopran) sowie Wagner-Interpretin
- Meier, Werner (1916–2007), Schweizer Politiker (SP) und Gewerkschafter
- Meier, Werner (* 1929), deutscher Fußballspieler
- Meier, Werner (* 1943), Schweizer Zeichner, Maler, Druckgrafiker, Objektkünstler und Bildhauer
- Meier, Werner (* 1949), Schweizer Mittel- und Langstreckenläufer
- Meier, Werner (* 1952), deutscher Journalist und Autor
- Meier, Werner (* 1953), deutscher Musiker, Kabarettist und Verleger
- Meier, Wilhelm (1880–1971), Schweizer Bildhauer
- Meier, Wilhelm (1887–1957), deutscher Politiker (SPD), MdL
- Meier, Wilhelm (* 1895), deutscher Maschinenbauingenieur
- Meier, Willi (1907–1979), deutscher Leichtathlet
- Meier, Wolfgang (1878–1945), deutscher Landwirt und Widerstandskämpfer
- Meier, Wolfgang (1943–2025), deutscher Leichtathletiktrainer
- Meier, Wolfgang Peter (1964–2022), deutscher Chemiker (Makromolekulare Chemie)

##### Meier, Y
- Meier, Yaël (* 2000), Schweizer Schauspielerin und Journalistin

##### Meier, Z
- Meier, Zacharias, deutscher Kaufmann, Zollschreiber und Diplomat

#### Meier-

##### Meier-A
- Meier-Abt, Peter (1947–2021), Schweizer Pharmakologe und akademischer Manager
- Meier-Arendt, Walter (* 1938), deutscher Prähistoriker
- Meier-Augenstein, Bettina (* 1976), deutsche Politikerin (CDU), MdL

##### Meier-B
- Meier-Beck, Peter (* 1955), deutscher Jurist
- Meier-Benneckenstein, Paul (1894–1971), deutscher Politikwissenschaftler
- Meier-Bergfeld, Peter (1950–2019), deutscher Journalist und Publizist
- Meier-Böke, August (1901–1956), deutscher Lehrer und Heimatforscher
- Meier-Boudane, Kurt (1947–2014), schweizerisch-seychellischer Schachspieler
- Meier-Brändle, Bernadette (* 1972), Schweizer Langstreckenläuferin und NaturheilpraktikerinBernadette Meier-Brändle (* 1972)

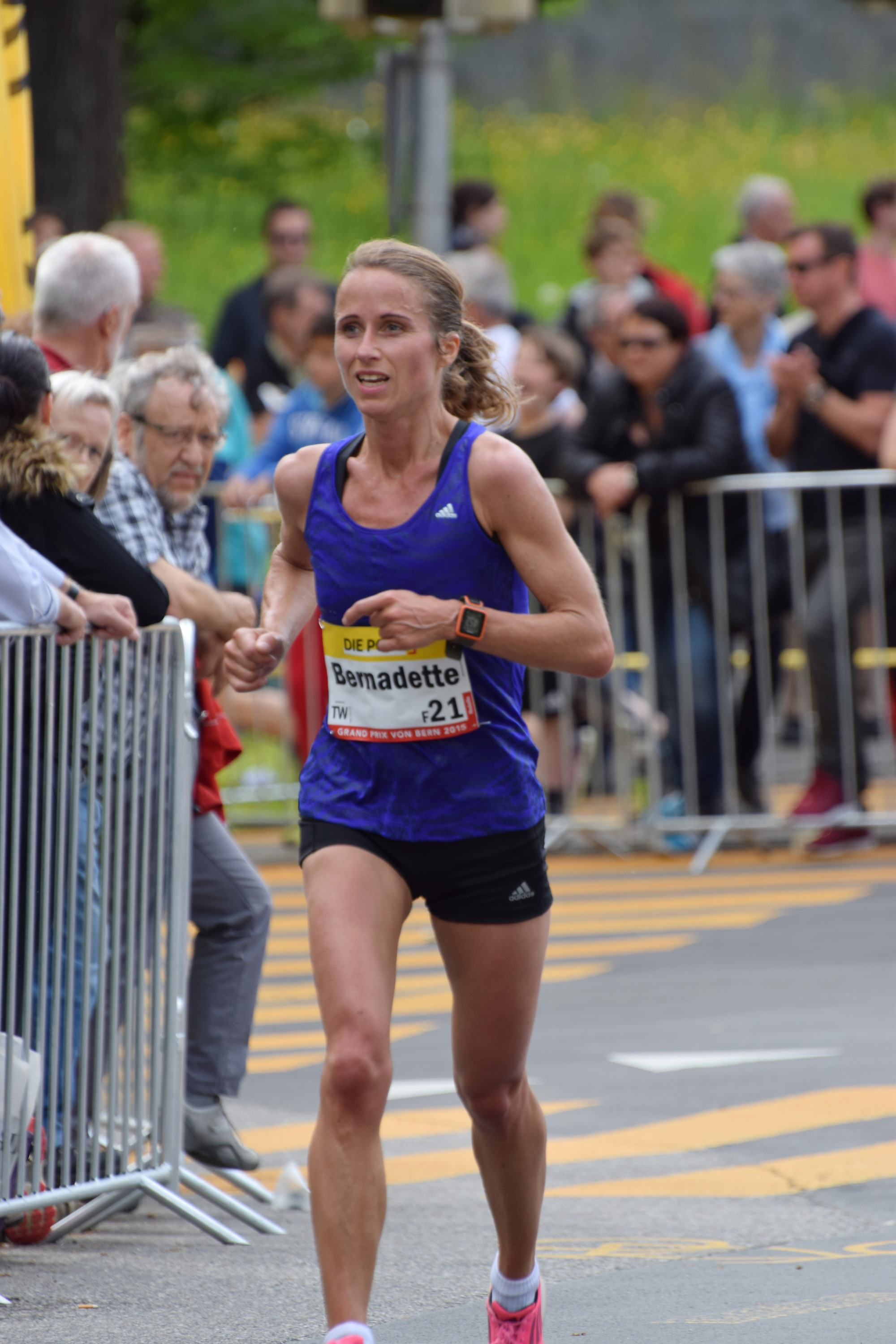
Bernadette Meier-Brändle (* 1972)

- Meier-Branecke, Hans (1900–1981), deutscher Jurist und NS-Kriegsrichter
- Meier-Braun, Karl-Heinz (* 1950), deutscher Journalist und Integrationsbeauftragter
- Meier-Brügger, Michael (* 1948), Schweizer Indogermanist

##### Meier-C
- Meier-Castel, Thomas (1949–2008), deutscher Maler und Grafiker
- Meier-Cronemeyer, Hermann (1932–1995), deutscher Volkswirt und Soziologe

##### Meier-D
- Meier-Dallach, Hans-Peter (* 1944), Schweizer Kultursoziologe

##### Meier-G
- Meier-Graefe, Julius (1867–1935), deutscher Kunsthistoriker und Schriftsteller
- Meier-Gräwe, Uta (* 1952), deutsche Soziologin und Haushaltsökonomin

##### Meier-H
- Meier-Hayoz, Arthur (1922–2003), Schweizer Rechtswissenschafter
- Meier-Hedde, Jens (1942–2019), deutscher Politiker (CDU), MdBB
- Meier-Hirschi, Ursula, Schweizer Autorin
- Meier-Höck, Christina (* 1966), deutsche Skirennläuferin
- Meier-Hussing, Brigitte, deutsche Historikerin und ehemaliges Mitglied des Verfassungsgerichtshofs Rheinland-Pfalz

##### Meier-J
- Meier-Jobst, Wilhelm (1842–1916), deutscher Landwirt und Politiker (FVp), MdR

##### Meier-K
- Meier-Klodt, Cord (* 1958), deutscher Diplomat

##### Meier-L
- Meier-Lenz, Dieter P. (1930–2015), deutscher Lyriker und Herausgeber

##### Meier-M
- Meier-Michel, Johanna (1876–1945), österreichische Bildhauerin und Kunstgewerblerin

##### Meier-O
- Meier-Ott, Hans (1920–2008), Schweizer Politiker (CVP)

##### Meier-P
- Meier-Peter, Hansheinrich (* 1939), deutscher Schiffsbetriebstechniker und Hochschullehrer
- Meier-Preschany, Manfred (1929–2014), deutscher Bankier; Vorstandsmitglied der Dresdner Bank AG (1973–1978)

##### Meier-R
- Meier-Ruge, Ladina (* 1992), Schweizer Biathletin

##### Meier-S
- Meier-Schatz, Lucrezia (* 1952), Schweizer Politikerin (CVP)Lucrezia Meier-Schatz (* 1952)

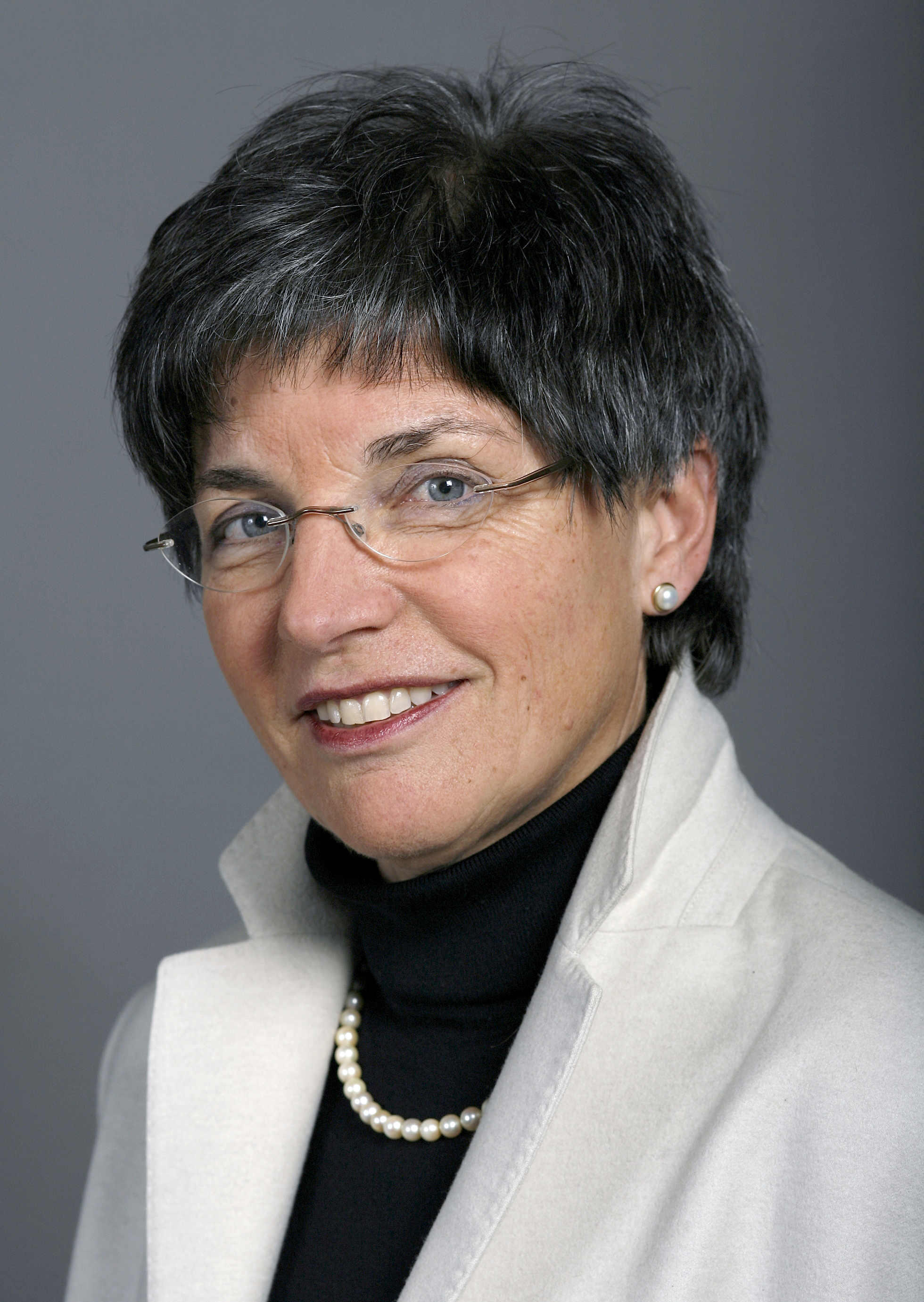
Lucrezia Meier-Schatz (* 1952)

- Meier-Scherling, Anne-Gudrun (1906–2002), deutsche Juristin
- Meier-Schöpfer, Hildegard (* 1958), Schweizer Politikerin der FDP
- Meier-Scupin, Josef Peter (* 1953), deutscher Architekt
- Meier-Seethaler, Carola (1927–2022), deutsch-schweizerische Psychologin, Philosophin und Psychotherapeutin
- Meier-Staubach, Christel (* 1942), deutsche Klassische und Mittellateinische Philologin

##### Meier-T
- Meier-Tesch, Ulrich (* 1959), deutscher Diplomat
- Meier-Thur, Hugo (1881–1943), deutscher Graphiker und Hochschulprofessor, Opfer des Nationalsozialismus

##### Meier-U
- Meier-Ude, Klaus (* 1927), deutscher Fotograf und Bildjournalist

##### Meier-V
- Meier-Vieracker, Simon (* 1980), deutscher Sprachwissenschaftler

##### Meier-W
- Meier-Walser, Reinhard C. (* 1957), deutscher Politikwissenschaftler
- Meier-Welcker, Hans (1906–1983), deutscher Offizier und Historiker

#### Meierd
- Meierdierks, Johann (1897–1983), deutscher Politiker (BDV)
- Meierdres, Ian (* 1988), niederländischer Eishockeytorwart

#### Meierf
- Meierfrankenfeld, Ulrich (* 1962), deutscher Mathematiker

#### Meierh
- Meierhans, Mela (* 1961), Schweizer Komponistin
- Meierhans, Paul (1895–1976), Schweizer Journalist und Politiker (SP)
- Meierhans, Stefan (* 1968), Schweizer Preisüberwacher
- Meierhenrich, Nova (* 1973), deutsche Moderatorin und SchauspielerinNova Meierhenrich (* 1973)

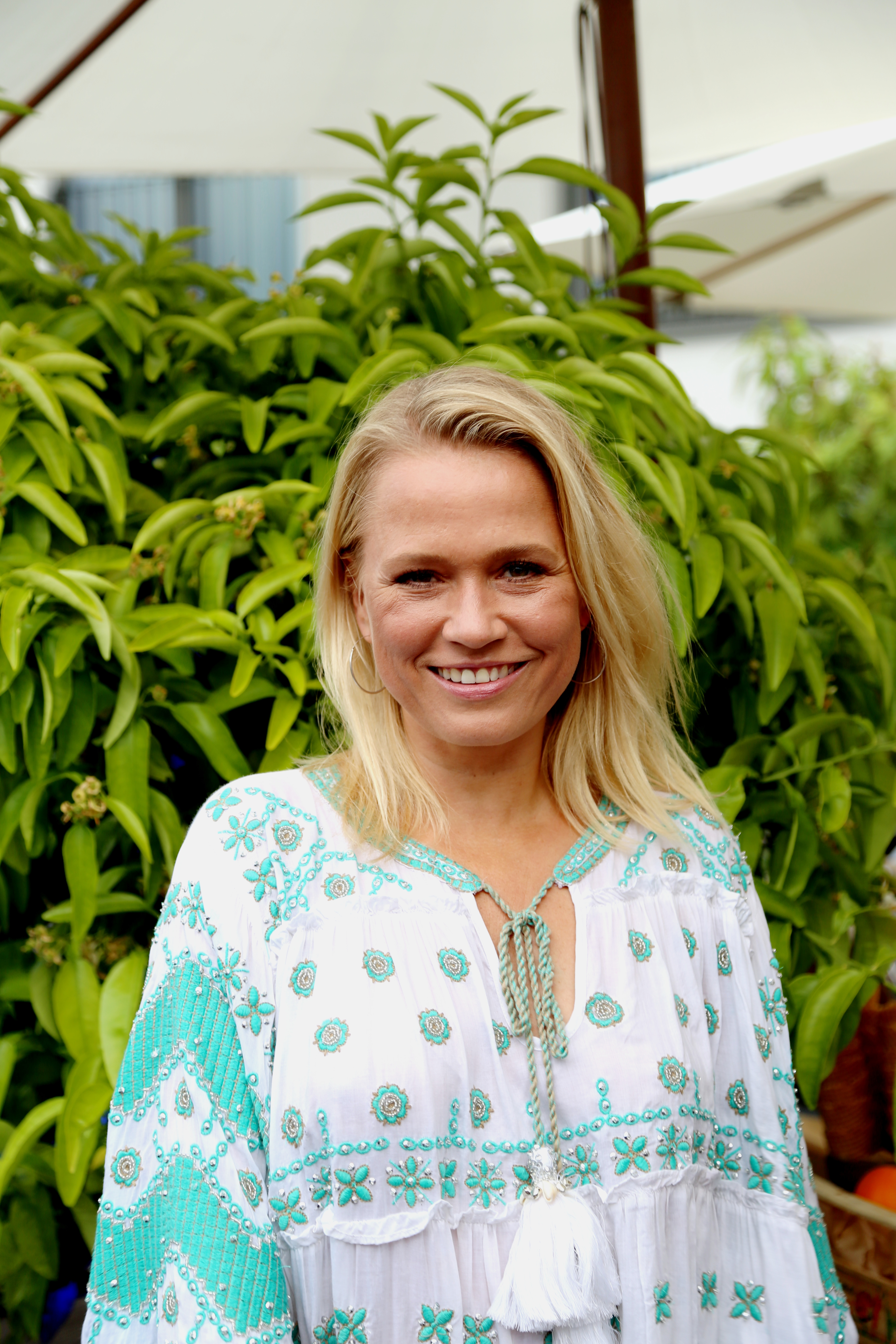
Nova Meierhenrich (* 1973)

- Meierhenrich, Uwe (* 1967), deutscher Physikochemiker
- Meierhofer, Horst (* 1972), deutscher Politiker (FDP)
- Meierhofer, Jakob (* 1997), österreichischer FußballspielerJakob Meierhofer (* 1997)

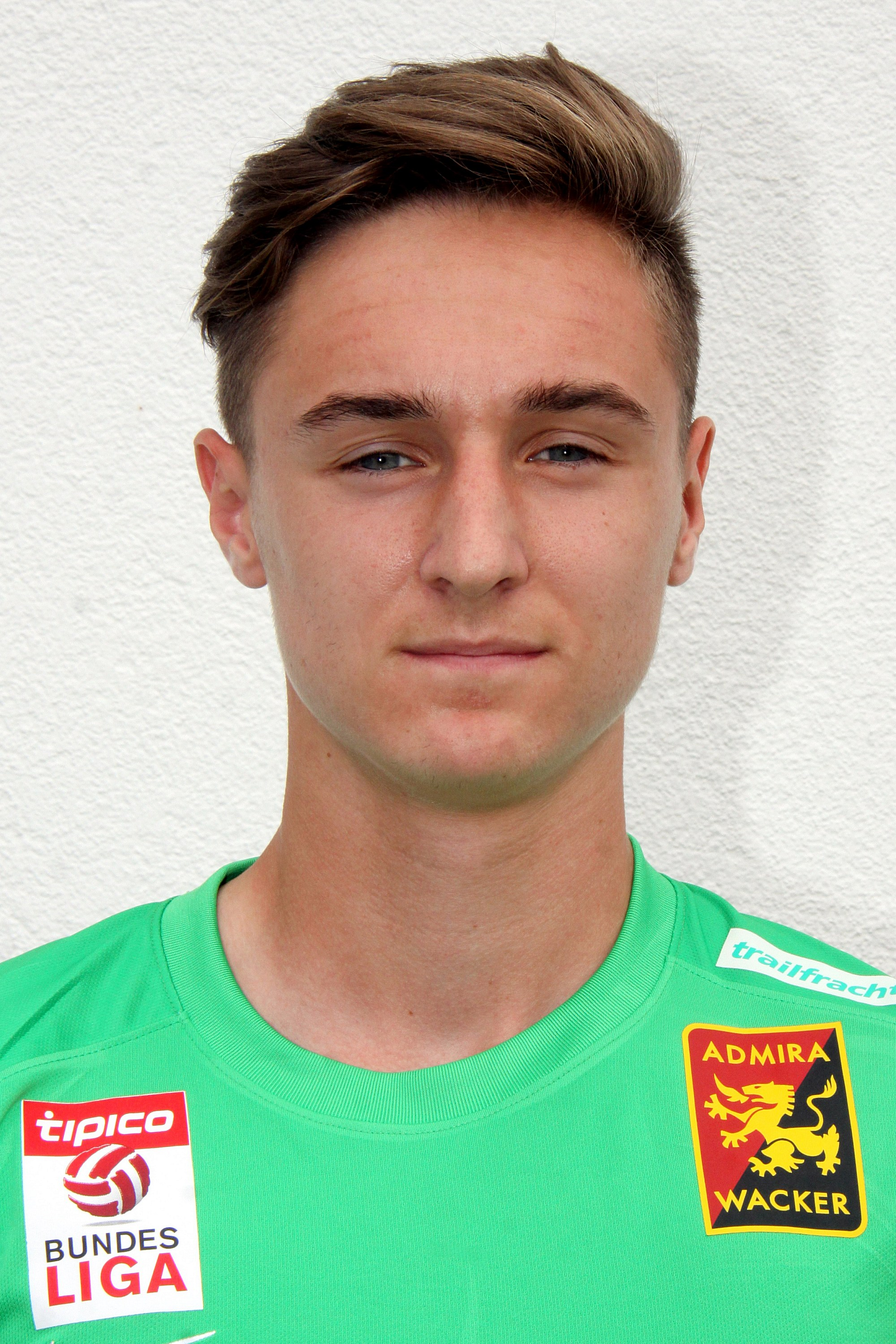
Jakob Meierhofer (* 1997)

- Meierhofer, Marie (1909–1998), Schweizer Kinderärztin
- Meierhofer, Sigrid (* 1955), deutsche Politikerin

#### Meieri
- Meierin, Ursula († 1635), deutsch-polnische Hofmeisterin und Mätresse
- Meiering, Dominik (* 1970), deutscher katholischer Priester, Kunsthistoriker, Seelsorger und Autor
- Meiering, Heinrich († 1723), deutscher Bildhauer, tätig in Venedig

#### Meiern
- Meiern, Johann Gottfried von (1692–1745), deutscher Jurist, Historiker, Hochschullehrer und Archivar

#### Meiero
- Meierott, Florian (* 1968), deutscher Komponist und Violinspieler
- Meierott, Lenz (* 1942), deutscher Musikwissenschaftler und Botaniker
- Meierotto, Heinrich (1671–1717), deutscher evangelischer Theologe und Pädagoge
- Meierotto, Johann Heinrich Ludwig (1742–1800), deutscher Geograph und Pädagoge
- Meierovics, Zigfrīds Anna (1887–1925), lettischer Politiker, Mitglied der Saeima

#### Meiers
- Meiers, Ruth (1925–1987), US-amerikanische Politikerin

#### Meiert
- Meiertöns, Heiko (* 1976), deutscher Rechtswissenschaftler
- Meiertöns, Silvia (* 1955), deutsche Volleyballspielerin